# Hamburger Gedenkstätten für die Opfer des Nationalsozialismus

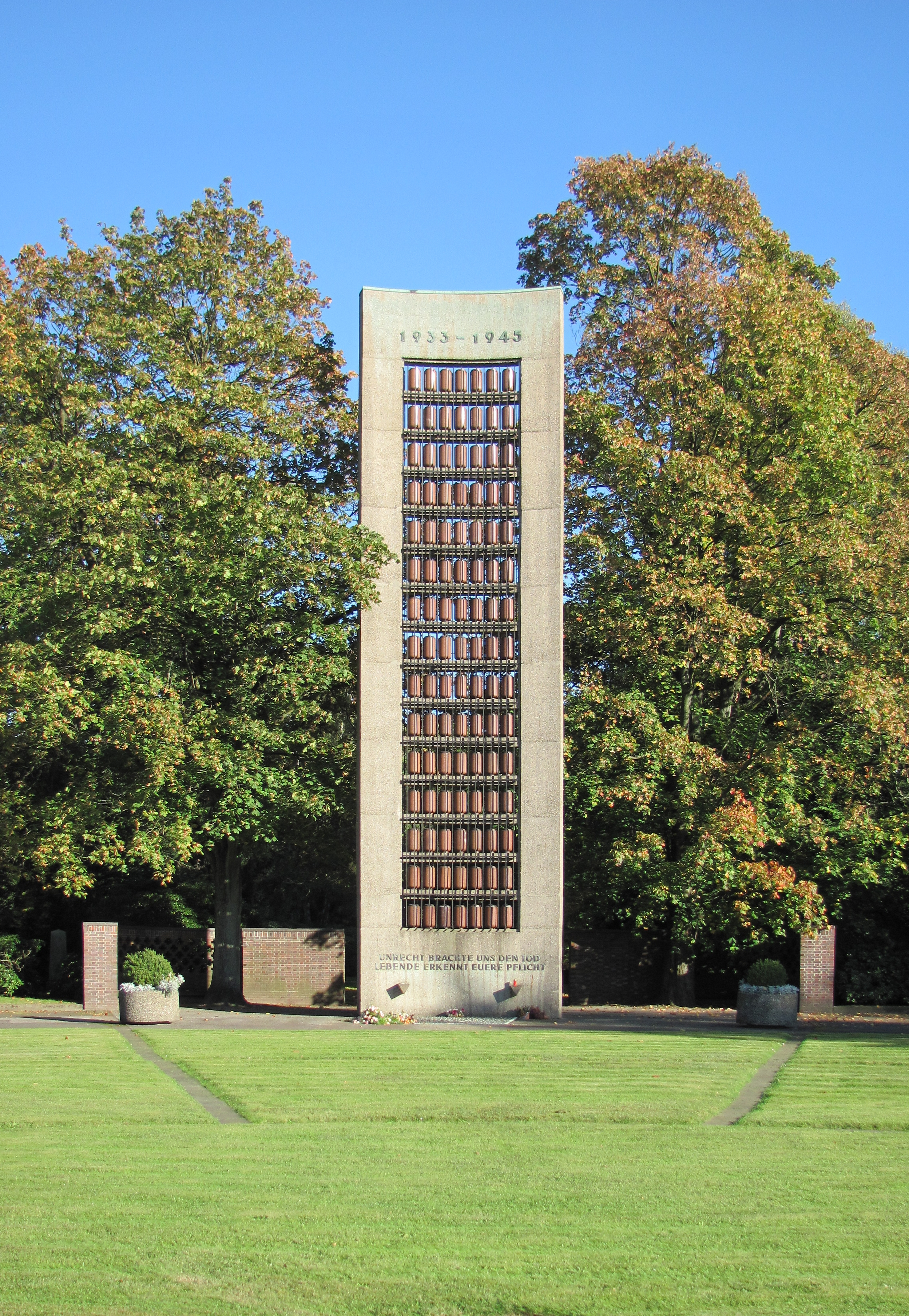
Die erste Hamburger Gedenkstätte für die Opfer des Nationalsozialismus: Das Mahnmal für die Opfer nationalsozialistischer Verfolgung auf dem Friedhof Ohlsdorf

Zu den Hamburger Gedenkstätten für die Opfer des Nationalsozialismus zählt eine Vielzahl von Denkmalen, Mahnmalen, Anlagen, Tafelprogrammen und institutionellen Einrichtungen, die an die Opfer des Nationalsozialismus und an die Kriegszerstörungen erinnern. In ihrer Gesamtheit können sie als „Stadtgedächtnis“' für die Zeit von 1933 bis 1945 verstanden werden. Seit dem Zusammenbruch der nationalsozialistischen Herrschaft sind mehr als 150 Gedenkstellen in Hamburg entstanden. Die erste wurde während einer Gedenkveranstaltung auf dem Ohlsdorfer Friedhof Ende Oktober/Anfang November 1945 eingeweiht, es war die Urne des Unbekannten Konzentrationärs aus dem Vernichtungslager Auschwitz. An der Trauerfeier nahmen 15.000 Menschen teil. Diese erste Urne wurde 1949 Bestandteil des Mahnmals für die Opfer nationalsozialistischer Verfolgung, einer Stele mit 105 Gefäßen, in denen sich die Asche von Opfern und Erde aus 25 Konzentrationslagern befindet. Die Webseite Gedenkstätten in Hamburg listet eine große Anzahl von Gedenkorten in Hamburg inklusive Geschichte der Orte sowie aktuellen Kontaktdaten auf.

## Entwicklung
Die Gedenkstätten sind nicht allein Erinnerungen an die Vergangenheit, sie zeigen zudem die politischen Verhältnisse der Zeit auf, in der sie eingeweiht wurden. Inhalt wie auch der Umgang mit den Gedenkstätten hat sich im Lauf der Jahrzehnte entscheidend verändert. Über die Jahre kann insbesondere das veränderte Verhältnis der Politik wie der Öffentlichkeit mit der nationalsozialistischen Vergangenheit anhand der Gedenkstätten abgelesen werden. Zwischen 1945 und 1959 wurden 7 Mahnmale in Hamburg eingerichtet, davon 6 auf Friedhöfen. Das siebte, eine Gedenktafel auf dem Betriebsgelände von Blohm & Voss für 11 ermordete Werftarbeiter, setzte der Betriebsrat durch. Bis 1969 kamen 6 Denkmale hinzu und bis 1979 weitere 8, in gut dreißig Jahren sind entsprechend insgesamt 21 Gedenkstellen entstanden.

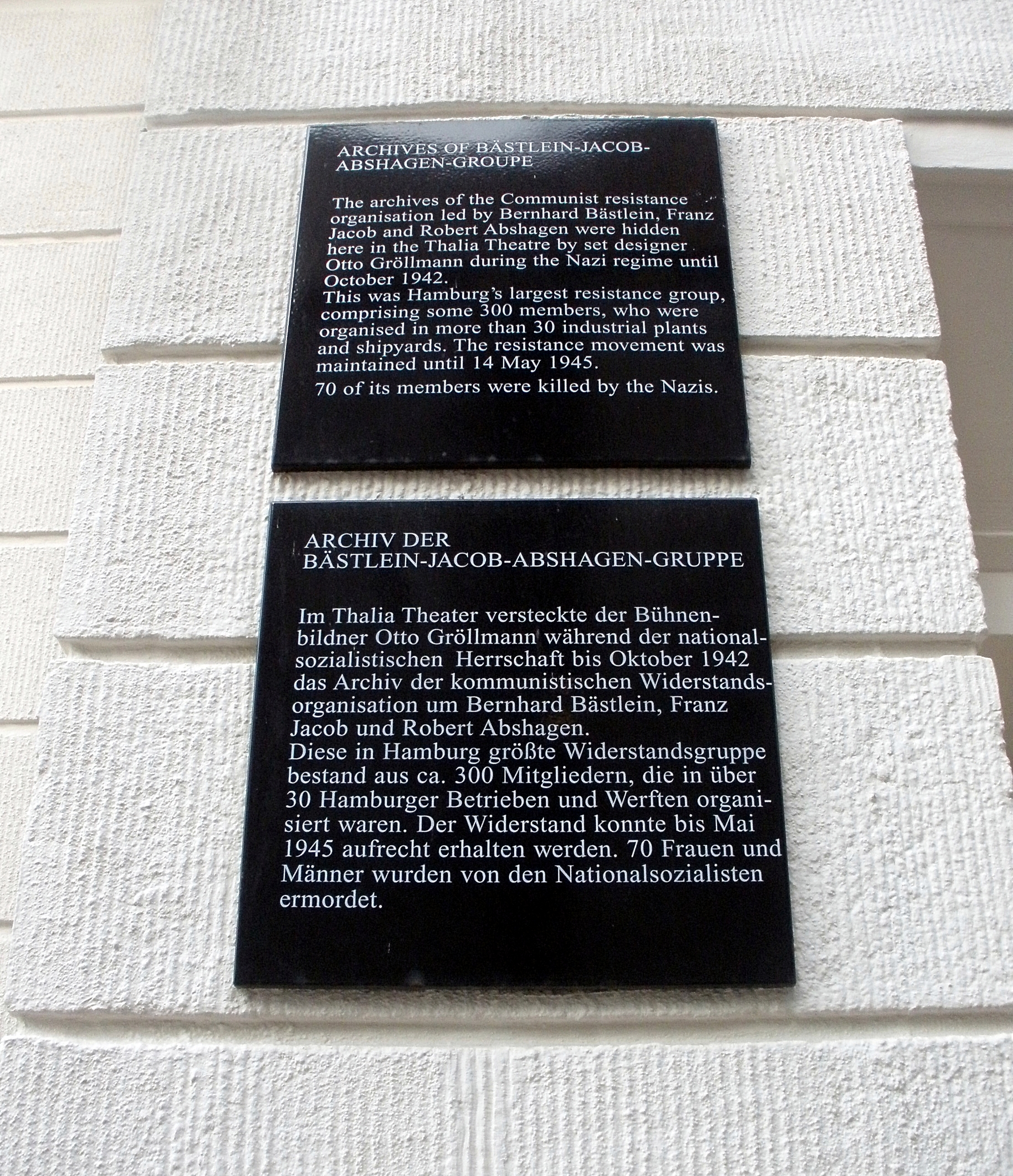
Hamburger Tafelprogramm: Gedenktafel am Thalia Theater

Eine veränderte Politik ab Anfang der 1980er Jahre führte bis 1989 zu der Einrichtung von etwa 50, und bis 1999 zu weiteren etwa 40 Gedenkorten. Zwischen 2000 und 2009 wurden über 30 Gedenkstätten eingerichtet, hinzu kommen 8 Institutionen, die zu Orten des Gedenkens erklärt wurden. Im Ergebnis wurden entsprechend in den weiteren dreißig Jahren etwa 130 Gedenkstätten eingeweiht, davon etwa 50 als Gedenktafeln.
Bis Ende der 1970er Jahre wurden die Denkmalsetzungen als schuldentlastende Darstellungen verstanden, im Vordergrund stand die beständige Vergegenwärtigung der Bombardierungen der Stadt während des Zweiten Weltkriegs. Ein weiterer Aspekt war die Ehrung von hingerichteten Widerstandskämpfern, deren Eintreten gegen den Nationalsozialismus dem Selbstverständnis der Stadt zugutekam. Viele Jahre wurde das Bild eines „in der NS-Zeit vergleichsweise gemäßigten Hamburgs“ aufrechterhalten. Doch insbesondere das Gedenken an die Opfer des Widerstands geriet bereits in den ersten Jahren in die politischen Auseinandersetzungen des aufkommenden Kalten Kriegs und der deutschen Teilung. Die Rehabilitation der in Hamburg während der NS-Herrschaft getöteten Kommunisten wurde zum regelmäßigen Streitfall, was in den im Verhältnis sehr wenigen Gedenkorten seinen Ausdruck findet. Ein Beispiel ist die erst 1981 im Hamburger Rathaus angebrachte Ehrentafel für die 18 ermordeten Bürgerschaftsabgeordneten, von denen der größte Teil Mitglieder der KPD waren, und bei der auf die namentliche Nennung verzichtet wurde.

### Hamburger Initiative
Die Opferverbände, Zusammenschlüsse von während des Nationalsozialismus Verfolgten, engagierte Bürgerinitiativen wie auch viele Historiker forderten beständig, dass alle Toten der Gewaltherrschaft und des Krieges in ein allgemeines Gedenken einbezogen werden sollten. Erst ab den 1980er Jahren griff der Hamburger Senat die vehemente Kritik auf und erklärte den bisherigen Umgang der Stadt mit der Vergangenheit als unzureichend. Mit einer viel beachteten Rede des damaligen Ersten Bürgermeisters Klaus von Dohnanyi im Jahr 1984 wurde eine neue Ausrichtung der Denkmalpolitik unter dem Titel Hamburger Initiative eingeleitet. Der Aufruf zu einer intensivierten Auseinandersetzung mit der NS-Vergangenheit der Stadt mündete in einem Bekenntnis:

„Es ist Zeit für die ganze Wahrheit. Kein Volk kann seiner Geschichte entfliehen. Und nur wer sich der Vergangenheit stellt, wird in der Zukunft stehen.“

Eine erste Umsetzung erfolgte mit der Ausweitung des sogenannten Hamburger Tafelprogramms des Referats Wissenschaftliche Inventarisation der Kulturbehörde. Neben den blauen Informationsschildern an denkmalgeschützten Gebäuden sollten mittels schwarzer Gedenktafeln Stätten der Verfolgung und des Widerstandes 1933–1945 gekennzeichnet werden. Zusätzlich wurden private und institutionelle Initiativen verstärkt gefördert, insbesondere die öffentliche Erinnerung an einzelne Opfergruppen nahm zu. Auch mit dem Förderprogramm Kunst im öffentlichen Raum konnten verstärkt Projekte der künstlerischen Ausgestaltung von Mahnmalen unterstützt werden.

### KZ-Gedenkstätte Neuengamme
Dass auf diese eingeleitete Wende dennoch ein schwieriger Weg bei dem Aufbau und der Etablierung von Gedenkeinrichtungen folgte, zeigt der Umgang mit dem Gelände des ehemaligen KZ Neuengamme. Direkt nach dem Krieg wurde es, bis zur Rückgabe an die Stadt Hamburg im Februar 1948, durch die Alliierten als Internierungslager für ehemalige SS-Angehörige genutzt. Anschließend richtete man auf dem Gelände die Justizvollzugsanstalt Vierlande ein und erweiterte diese 1969 um einen weiteren Gefängnisbau.

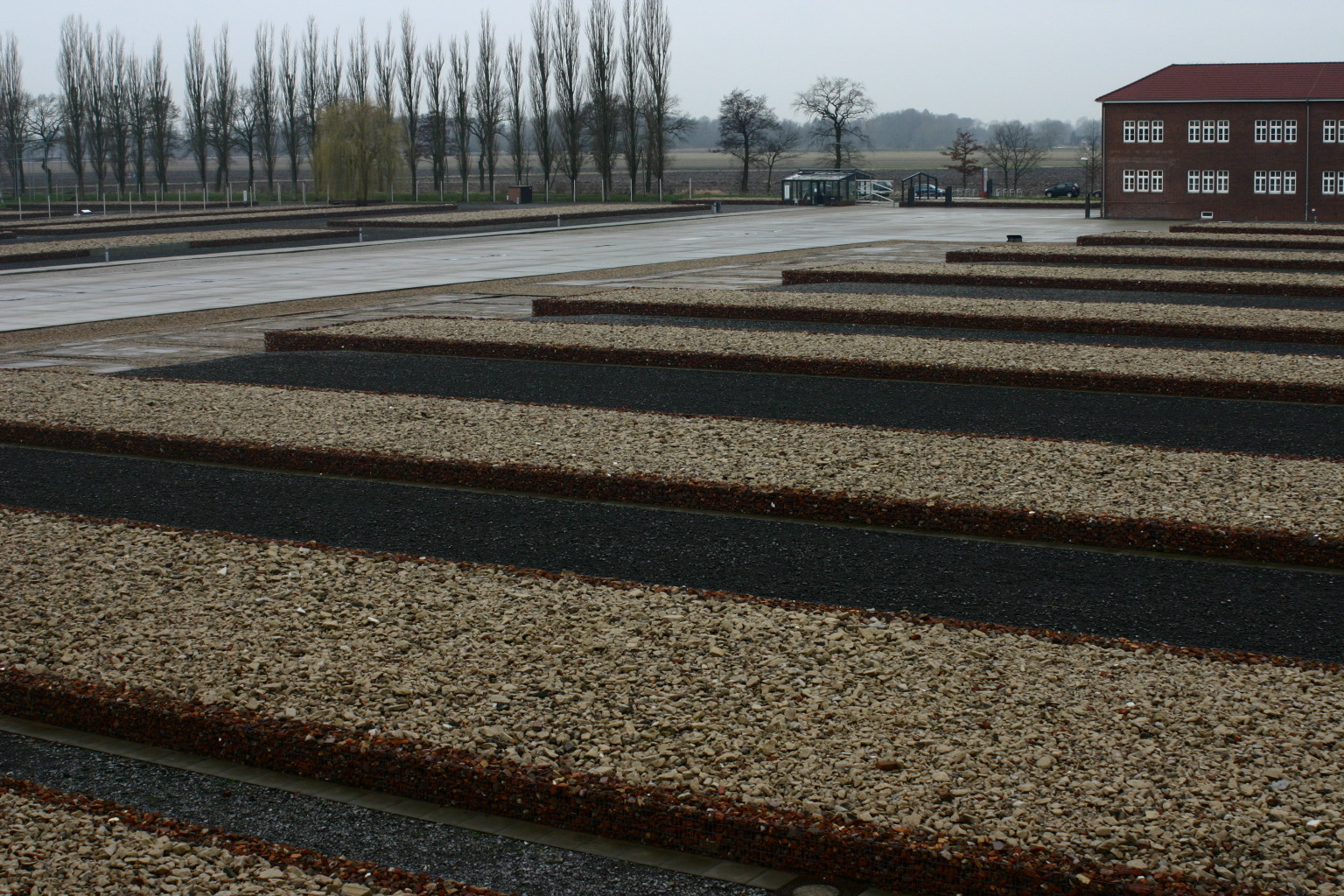
KZ-Gedenkstätte Neuengamme 2008

Überlebende der NS-Haft hingegen gründeten am 6. Juni 1948 die Arbeitsgemeinschaft Neuengamme, die sich die „Errichtung von Mahnmalen Erinnerungstafeln, Gedenkstätten im Konzentrationslager Neuengamme“ zum Ziel setzte. 1953 konnte eine Gedenksäule am Rande des Geländes eingeweiht werden. Nach langen Verhandlungen mit den Behörden wurden am 7. November 1965 auf den Flächen der ehemaligen Lagergärtnerei ein Mahnmal mit Stele, Gedenkmauer mit Nationentafeln und die Skulptur der französischen Bildhauerin Françoise Salmon Der sterbende Häftling eingeweiht. Das frühere Lagergelände blieb weiterhin für die Öffentlichkeit versperrt.
Im Jahr 1981 eröffnete das sogenannte Dokumentenhaus neben dem Gelände, ein Neubau, in dem Ausstellungen gezeigt werden konnten. Ein Internationales Jugendworkcamp legte 1982 einen Rundweg um das Gelände an. 1989 beschloss der Hamburger Senat, die Justizvollzugsanstalten zu verlagern, die Umsetzung dauerte bis 2003. Im Jahr 2005 wurde nach 60 Jahren eine Gedenkstätte auf dem ehemaligen KZ-Gelände eingeweiht.

### Verschüttete Spuren
Auch die Erinnerung an die vertriebenen und die ermordeten Juden war bis Ende der 1970er Jahre auf zwei Gedenkstätten auf dem Ohlsdorfer Friedhof beschränkt. Um 1980 erstellte das Denkmalschutzamt Hamburg auf Anregung des Instituts für Juden in Hamburg eine Liste noch vorhandener jüdischer Gebäude und Einrichtungen. Aufgenommen waren zunächst 16 Objekte, ehemalige Synagogen, Friedhöfe, Schulen und Stiftungsgebäude. Aus dieser Aufstellung entwickelte sich bis 1983 das Bronzene Tafelprogramm, mit dem Stätten jüdischen Lebens gekennzeichnet wurden.

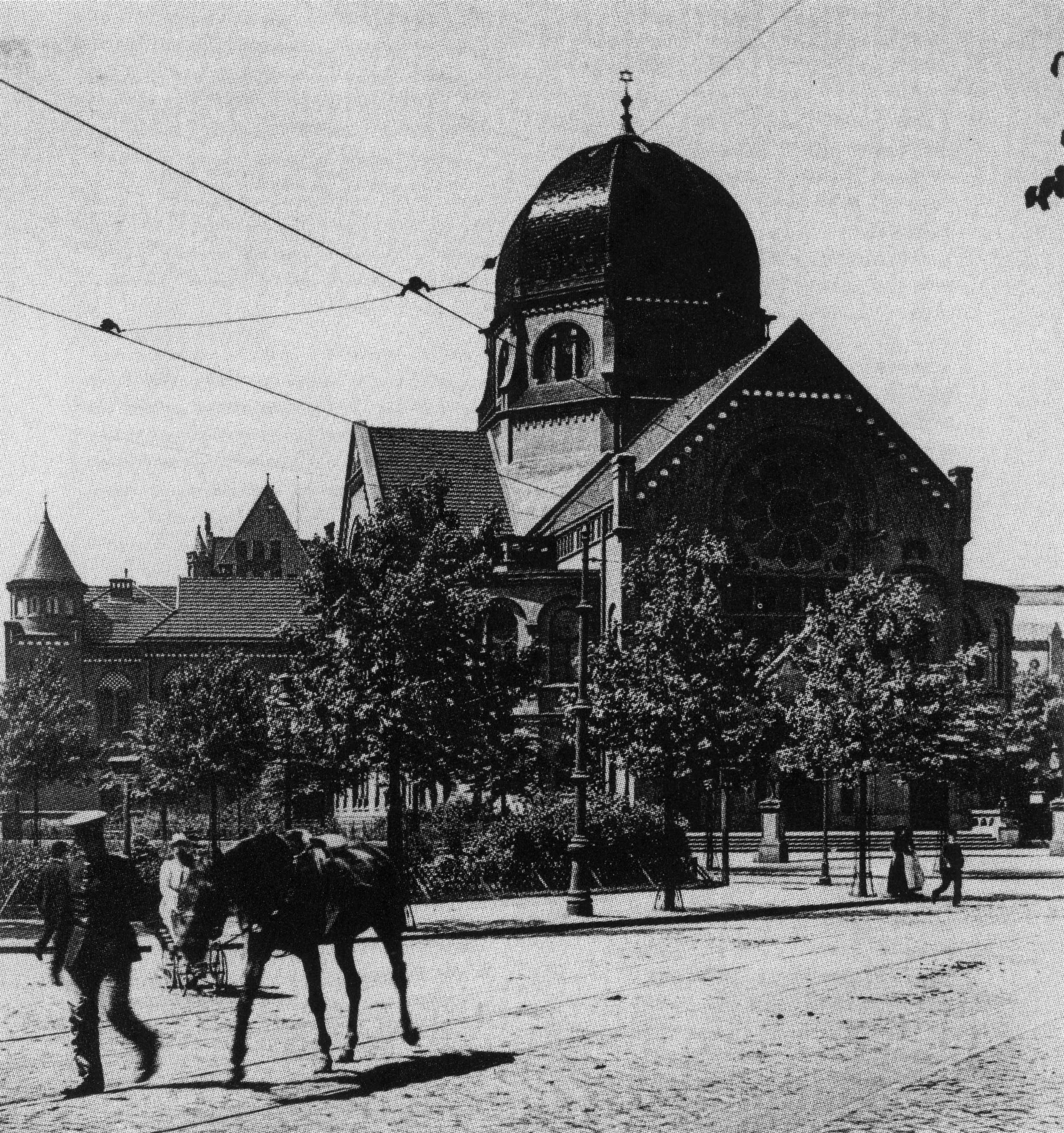
Synagoge am Bornplatz, 1906

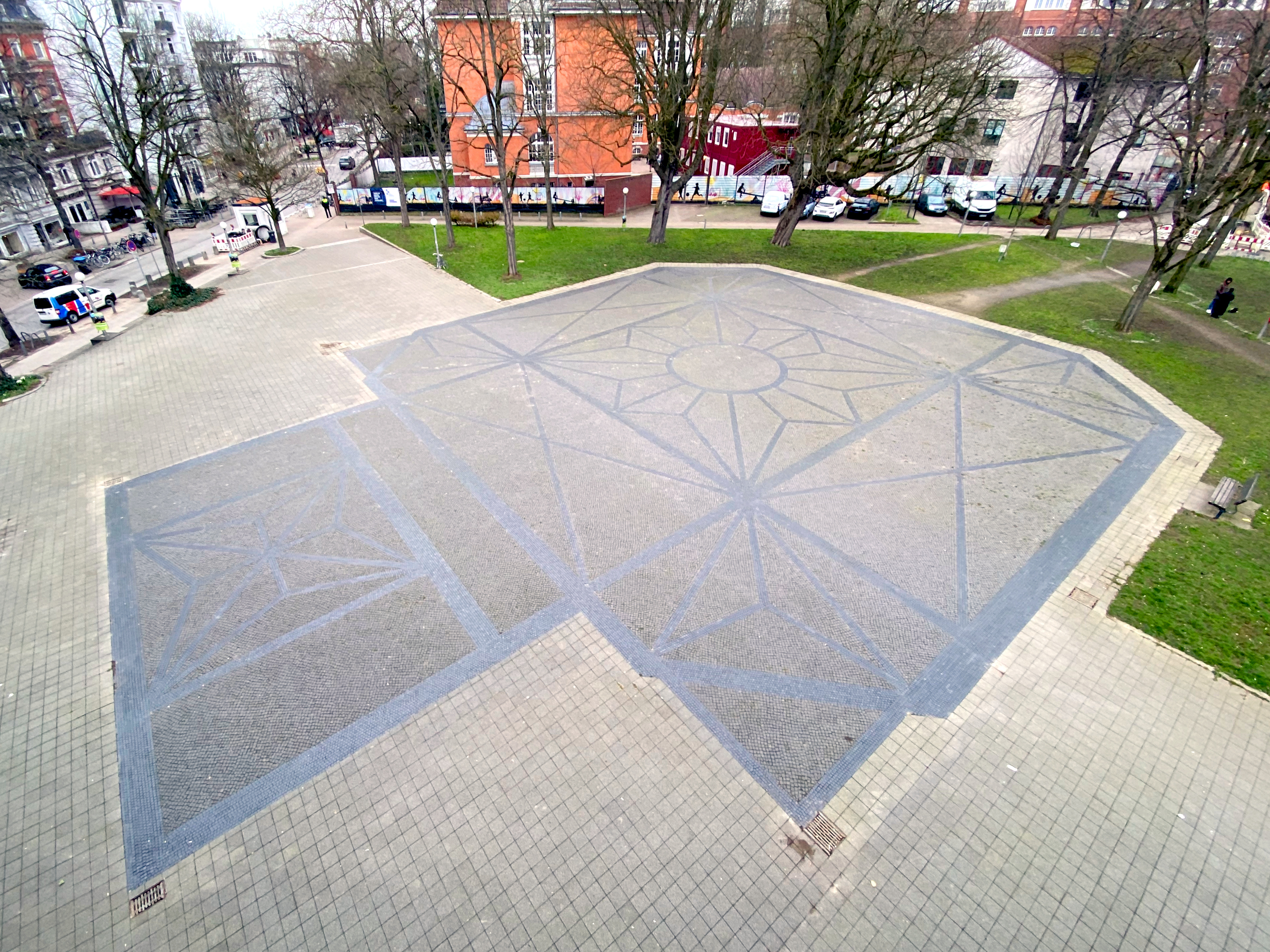
Synagogenmonument von Margrit Kahl (1988)

Auf der Grundlage dieser Maßnahmen entstanden bis in die 1990er Jahre die neuen Gedenkstätten, in der Regel an noch existierenden Orten orientiert. Es entwickelte sich jedoch zunehmend der Wunsch nach einer Erinnerungskultur, die über den Denkmalschutz hinausgeht. Sowohl in den politischen wie in den künstlerischen Prozessen wurde vermehrt diskutiert, wie nicht mehr vorhandene, zerstörte, aber dennoch erinnerungswürdige Orte dokumentiert, visualisiert oder auch rekonstruiert werden können. Als beispielhafter Prozess steht hier die Entwicklung des Denkmals der 1938 beschädigten und 1940 abgebrochenen Synagoge am Bornplatz. Das Gelände ist teilweise mit einem Hochbunker überbaut, die Freiflächen wurden als Parkplatz genutzt. Erst um 1980 wurde der Umgang mit diesem Ort hinterfragt und die faktische wie symbolische Bedeutung des Bornplatzes für die Geschichte der Hamburger Juden, und insbesondere für die Erinnerung an deren Vertreibung und Ermordung, hervorgehoben. Eine langwierige Diskussion über die Rückgewinnung einer „verschütteten Spur im gebauten Stadtgedächtnis“ führte schließlich dazu, dass sich die Idee einer künstlerischen Gestaltung gegenüber dem Interesse an weiterer Bebauung durchsetzte. 1988 wurde das Synagogenmonument der Künstlerin Margrit Kahl, die Nachzeichnung der Außenmauern und Kuppel der Synagoge mit Mosaiksteinintarsien, eingeweiht. Zugleich wurde der Platz nach Joseph Carlebach, dem letzten Oberrabbiner der Deutsch-Israelitischen Gemeinde zu Hamburg, benannt.
Die Darstellung des Gedenkens an nicht mehr vorhandenen, zerstörten, abgerissenen und wieder überbauten Orten hat in den folgenden Jahren insbesondere die neue Wahrnehmung lange verdrängter und vergessener Gruppen befördert. In diesem Sinne sind unter anderem Gedenkstätten für Euthanasieopfer, Mahnmale für die im gesamten Stadtgebiet verteilten Zwangsarbeiterlager und Außenlager des KZ Neuengamme oder Hinweise auf die Deportation von Roma und Sinti entstanden. Aufarbeitungen zu Verstrickungen Hamburger Betriebe und Institutionen finden in Gedenktafeln ihren Ausdruck. Einen großen Anteil an der Initiative einzelner Projekte hat der jährlich verliehene Bertini-Preis, mit dem seit 1999 junge Menschen ausgezeichnet werden, die „die Spuren vergangener Unmenschlichkeit in der Gegenwart sichtbar machen, aber auch gegenwärtiges Unrecht in Hamburg und der Welt aufzeigen.“

### Neue Definition
Aber auch die Definition dessen, was ein Gedenkort ist, hat sich verändert. In dem im Auftrag der Hamburgischen Bürgerschaft und des Senats regelmäßig herausgegebenen Wegweiser zu Stätten der Erinnerung werden Gedenkstätten im eigentlichen Sinne definiert als Orte, an denen in künstlerischer Form auf historische Ereignisse hingewiesen wird. In seiner aktualisierten Auflage aus dem Jahr 2008 ist dieser Begriff dahingehend erweitert, dass auch erläuternde Ausstellungen Gedenkstätten sind. Dementsprechend wurden neben weiteren auch das Jüdische Gedenkbuch in der Ausstellung Juden in Hamburg des Museums für Hamburgische Geschichte oder das Hamburger Schulmuseum neu in die Liste aufgenommen. Dieses Grundverständnis wird weiterentwickelt durch einen sogenannten Runden Tisch, an dem die Kulturbehörde mit Experten, Forschern und Engagierten, die sich der jüdischen Geschichte und der Gegenwart widmen, in regelmäßiger Gesprächsrunde ein weitergehendes Konzept erarbeitet. Wenn bisher die Stätten jüdischen Lebens stark verbunden waren mit der Zerstörung der Lebensverhältnisse und den Deportationen der Hamburger Juden, so wird nun ein weiterer Augenmerk sowohl auf die Geschichte wie die Gegenwart jüdischer Kultur gerichtet.
In diesem Sinne hat das Institut für die Geschichte der deutschen Juden (IGdJ) eine Untersuchung über das Netzwerk von Institutionen, Museen, Denkmälern, Orten und Privatinitiativen, die sich mit jüdischer Geschichte und jüdischem Leben befassen, durchgeführt und dokumentiert. Entstanden ist daraus eine Auflistung von dreißig Orten Jüdischer Geschichte und Jüdischen Lebens in Hamburg, die repräsentativ für viele weitere stehen. So wurde mit der Galerie Morgenland die kontinuierliche Arbeit der Hamburger Geschichtswerkstätten an dem „Stadtgedächtnis“ als ein Ort des Gedenkens aufgenommen, oder, als weiteres Beispiel, der 2008 gegründete Jüdische Salon am Grindel mit den Bemühungen um kulturelle Erinnerungen.

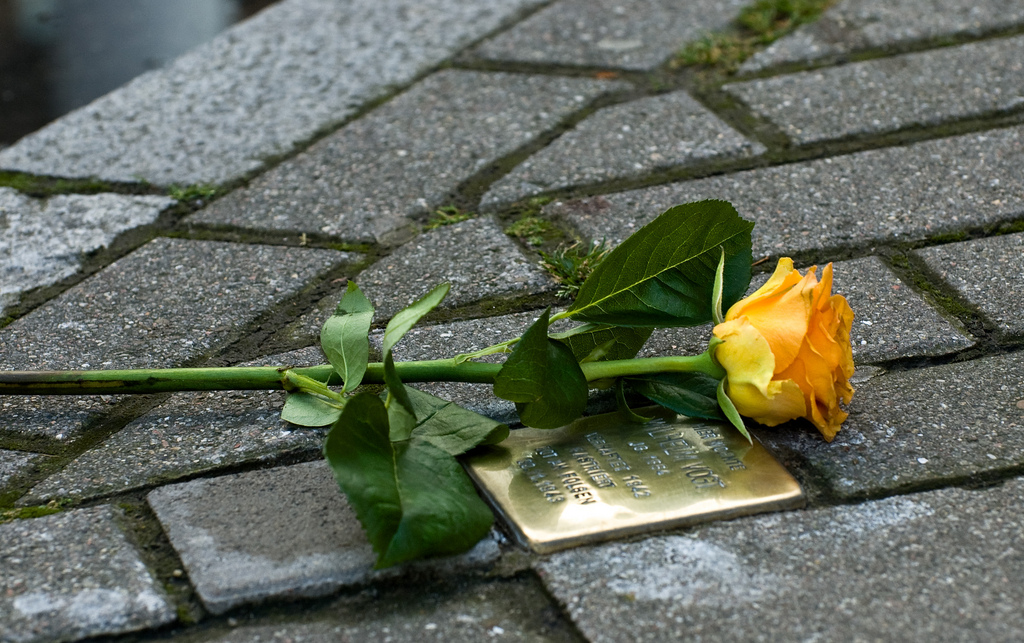
Stolperstein

Einen wichtigen Beitrag zu diesem veränderten Verständnis von Denkmalen hat dabei das Projekt der Stolpersteine des Künstlers Gunter Demnig geleistet, das mit mehr als 4.900 verlegten Steinen in Hamburg nicht nur weite Verbreitung gefunden hat, sondern zu einer vielfältigen Recherche- und Biografiearbeit Hamburger Bürger führte. Aus diesem privaten Engagement sind seit 2008 bereits 20 jeweils stadtteilbezogene Veröffentlichungen in der Reihe Stolpersteine in Hamburg hervorgegangen, mit den Biografien der Menschen, derer mit den Stolpersteinen gedacht wurde.

## Listen der Gedenkstätten
Die folgenden Listen der Gedenkstätten fassen die Denkmale, Mahnmale, Gedenktafeln und -steine, die Kunstwerke und Installationen sowie die Ausstellungen und Bildungseinrichtungen, die in den verschiedenen Hamburger Programmen aufgenommen sind, nach Bezirken zusammen. Sie erhält zudem einige nicht aufgelistete Mahnmale sowie auch bereits entfernte Objekte. Die zugrunde gelegten Programme sind:
- Stätten der Verfolgung und des Widerstandes aus dem Hamburger Tafelprogramm mit 31 schwarzen Tafeln;[12]
- Stätten jüdischen Lebens aus dem Hamburger Tafelprogramm der bronzenen Tafeln;[13]
- Wegweiser zu Stätten der Erinnerung an die Jahre 1933 bis 1945. Von der Landeszentrale für politische Bildung und der KZ-Gedenkstätte Neuengamme im Auftrag der Hamburgischen Bürgerschaft und des Senats der Freien und Hansestadt Hamburg herausgegeben, mit 75 benannten Gedenkstätten;[9]
- Orte Jüdischer Geschichte und Jüdischen Lebens in Hamburg. Herausgegeben vom Institut für die Geschichte der deutschen Juden (IGdJ) und der HafenCity Universität Hamburg, mit 30 Einträgen.[14]

Nicht alle diese Orte der Erinnerung an das ehemalige jüdische Leben in Hamburg sind zugleich Gedenkstätten an die Opfer des Holocaust. Die entsprechenden, in diesem Programm aufgeführten Stätten sind als Übersicht in dem Abschnitt Orte jüdischer Geschichte angefügt.
- Kunst im öffentlichen Raum. Förderprogramm der Behörde für Kultur, Sport und Medien mit dem 13 der Mahnmale unterstützt wurden. Alle diese Skulpturen sind in mindestens einer der zuvor genannten Listen aufgenommen.[15]

Vorbemerkungen zum Aufbau der Listen:
Die aufgeführten Gedenkstätten sind getrennt angelegt nach den Hamburger Bezirken – Hamburg-Mitte, Altona, Eimsbüttel, Hamburg-Nord, Wandsbek, Bergedorf und Harburg und alphabetisch vorsortiert nach Stadtteilen. Es besteht die Möglichkeit durch Anklicken der Überschriftzeile die Auflistung anders anzeigen zu lassen: alphabetisch nach Namen oder mit der Spalte Entstehung und Inhalt nach dem Zeitpunkt der Einweihung als Gedenkstätte oder der Aufnahme in ein Programm. In der Spalte Gruppen werden in einer groben Einteilung Opfergruppen, Zusammenhänge oder handelnde Institutionen, entsprechend den Vorgaben der Programme, angegeben. Sortierbar ist der Hauptaspekt eines Denkmals. Sind auf den Gedenktafeln mehrere Namen aufgezählt, die einer Gruppe zugeordnet werden können, so ist in der Spalte Inhalt ein Verweis auf die Liste der genannten Personen angegeben.

### Gedenkstätten im Bezirk Hamburg-Mitte
| Name des Denkmals                                                                               | Stadtteil und Standort                                                                    | Entstehung und Inhalt | Gruppen                                                                            | Abbildung |
| ----------------------------------------------------------------------------------------------- | ----------------------------------------------------------------------------------------- | --- | ---------------------------------------------------------------------------------- | --------- |
| Gedenktafel für die im Nationalsozialismus ermordeten Mitglieder der Hamburgischen Bürgerschaft | Altstadt Rathausmarkt / Rathaus, Aufgang zur Bürgerschaft                                 | 1981, Gedenktafel mit dem Text: „Zum Ehren und Gedenken an die Mitglieder der Bürgerschaft, die nach 1933 Opfer totalitärer Verfolgung wurden.“ nicht aufgelistetes Denkmal | Widerstand                                                                         |           |
| Trauernde Mutter mit Kind (Barlach-Stele)                                                       | Altstadt Rathausmarkt / Adolphsbrücke                                                     | 1949, Relief von Ernst Barlach auf dem Hamburger Ehrenmal, Wiederherstellung des 1931 eingeweihten und 1937 zerstörten Kunstwerks, durch den Steinmetz Friedrich Bursch rekonstruiert. (Wegweiser zu den Gedenkstätten, Nr. 60) | zerstörte Kunstwerke                                                               |           |
| Heinrich-Heine-Denkmal                                                                          | Altstadt Rathausmarkt                                                                     | 1982, Denkmal des Künstlers Waldemar Otto, die Sockelreliefs stellen den zeitgenössischen Bezug her: ein Text gemahnt an die Bücherverbrennung, der zweite an den Denkmalsturz. (Wegweiser zu den Gedenkstätten, Nr. 58) | zerstörte Kunstwerke                                                               |           |
| Dietrich-Bonhoeffer-Denkmal                                                                     | Altstadt Mönckebergstraße, Speersort / St. Petri-Kirche                                   | 1979, die Plastik von Fritz Fleer steht an der Außenfassade der St. Petri-Kirche und stellt den 1945 hingerichteten Theologen Dietrich Bonhoeffer in Häftlingskleidung und mit gefesselten Händen dar. (Wegweiser zu den Gedenkstätten, Nr. 54) | Widerstand Christen                                                                |           |
| Archiv der Bästlein-Jacob-Abshagen-Gruppe                                                       | Altstadt Alstertor 2 / Thalia Theater                                                     | 1984, Gedenktafel für die Widerstandsgruppe, die im Thalia Theater ihren Stützpunkt hatte. (Stätten der Verfolgung und des Widerstandes) | Widerstand Bästlein-Jacob-Abshagen                                                 |           |
| Meßberghof Gedenktafel (Testa Mahnmal)                                                          | Altstadt Meßberg 1                                                                        | 1997, Gedenktafel für die Opfer in den Konzentrationslagern, die durch das bei der im Meßberghof ansässigen Firma Tesch & Stabenow (Testa) hergestellte, Gift Zyklon B starben; Text: Dos lied vunem ojsgehargetn jidischn volk (Großer Gesang vom ausgerotteten jüdischen Volk) (Stätten jüdischen Lebens) | Holocaust Jüdinnen und Juden                                                       |           |
| Deportation der Juden aus Hamburg                                                               | Altstadt Hauptbahnhof                                                                     | 1993 Gedenktafel am Hauptbahnhof, in Erinnerung an die 8.000 Menschen, die von dem nahegelegenen, ehemaligen Hannoverschen Bahnhof in die Konzentrationslager deportiert wurden. (Wegweiser zu den Gedenkstätten, Nr. 55; Stätten der Verfolgung und des Widerstandes; Orte Jüdischer Geschichte und Jüdischen Lebens in Hamburg, Nr. 25; Stätten jüdischen Lebens) | Holocaust Jüdinnen und Juden Zwangsarbeit                                          |           |
| Italienische Kriegsgräberstätte Hamburg-Öjendorf                                                | Billstedt Manshardtstraße 200 / Friedhof Öjendorf                                         | 1959, Grabstätten und ein zehn Meter hohes Kreuz zum Gedenken. In der Nachkriegszeit wurden aus dem gesamten nordwestdeutschen Raum 5849 italienische Tote, die in Arbeitslagern und Konzentrationslagern umgekommen waren auf den Öjendorfer Friedhof umgebettet. (Wegweiser zu den Gedenkstätten, Nr. 43) | Zwangsarbeit Kriegsgefangene KZ-Haft Außenlager Männer Friedhöfe                   |           |
| Billstedter Gedenkstein                                                                         | Billstedt Öjendorfer Weg 9 / Kundenzentrum des Bezirksamts                                | 1995 / 2009, Gedenkstein zur Erinnerung an die ermordeten Widerstandskämpfer aus Billstedt, Horn und Billbrook, unter anderem für Katharina Corleis aus der Gruppe Blume und Fiete Schulze. Der Text lautet: Wer vor der Vergangenheit die Augen verschließt wird blind für die Gegenwart. Die Gedenkplatte wurde 2009 als Marmortafel neu eingeweiht, da die ursprüngliche Bronzetafel gestohlen wurde. nicht gelistetes Denkmal | Widerstand                                                                         |           |
| U-Boot-Bunker Fink II                                                                           | Finkenwerder Rüschpark                                                                    | 2006, Mahnmal nach einem Entwurf von Anja Bremer und Beate Kirsch, Denkmalsanlage mit künstlerischen Elementen und mehreren Informationstafel bei den freigelegten Fundamentstreifen des U-Boot-Bunkers. (Wegweiser zu den Gedenkstätten, Nr. 5) | Zwangsarbeit KZ-Haft Außenlager Männer                                             |           |
| KZ-Außenlager Deutsche Werft                                                                    | Finkenwerder Rüschpark / Rüschweg, Ecke Neßpriel                                          | 1996, Mahnmal von dem Finkenwerder Künstler Axel Groehl auf dem Gelände der ehemaligen Deutschen Werft, die hier ein Außenlager des KZ Neuengamme betrieb. (Wegweiser zu den Gedenkstätten, Nr. 6 / Stätten der Verfolgung und des Widerstandes) | Zwangsarbeit KZ-Haft Außenlager Männer                                             |           |
| Hannoverscher Bahnhof                                                                           | HafenCity Lohseplatz                                                                      | 2011 Gedenkstätte im Lohsepark, Planung im Bauvorhaben HafenCity: in Erinnerung an die mehr als 8.000 Menschen, die von dem ehemaligen Hannoverschen Bahnhof in die Konzentrationslager deportiert wurden. (Stätten der Verfolgung und des Widerstandes) | Holocaust Porajmos Jüdinnen und Juden Sinti und Roma Zwangsarbeit                  |           |
| NS-Sammellager für Sinti und Roma (Fruchtschuppen am Magdeburger Hafen)                         | HafenCity Baakenbrücke / Magdeburger Hafen                                                | 2001, Gedenktafel in Erinnerung an die fast tausend Sinti und Roma, die im Mai 1940 an diesem Ort in einem Fruchtschuppen interniert und später in das Vernichtungslager Bełżec deportiert wurden. (Wegweiser zu den Gedenkstätten, Nr. 71 / Stätten der Verfolgung und des Widerstandes / Bertini-Preis 2000 für die Dokumentation der Schülerin Viviane Wünsche Als die Musik verstummte … und das Leben zerbrach) | Sinti und Roma Porajmos                                                            |           |
| Bunkermuseum Hamburg                                                                            | Hamm Wichernsweg 16                                                                       | 1997, ständige Ausstellung im ehemaligen Röhrenbunker in Hamm (Wegweiser zu den Gedenkstätten, Nr. 46) | Bombenopfer Ausstellungen                                                          |           |
| Hammer Totenhaus                                                                                | Hamm Horner Weg / Alter Hammer Friedhof bei der Dreifaltigkeitskirche                     | 2000, Mahnmal für den Frieden des Bildhauers Ulrich Lindow, in Erinnerung an die Zerstörung Hamms durch den Bombenkrieg und an die Verbrechen des nationalsozialistischen Deutschlands. (Wegweiser zu den Gedenkstätten, Nr. 47) | Bombenopfer Friedhöfe                                                              |           |
| Hamburger Feuersturm in Hammerbrook                                                             | Hammerbrook Heinrich-Grone-Stieg, Mittelkanal-Südseite                                    | 1993, Gedenkplatte an die Zerstörung des Stadtteils Hammerbrook während der Operation Gomorrha, die ungezählten Toten und die Aufräumarbeiten durch Zwangsarbeiter. (Wegweiser zu den Gedenkstätten, Nr. 44) | Bombenopfer Zwangsarbeit KZ-Haft Außenlager Männer                                 |           |
| KZ-Außenlager Hamburg-Hammerbrook                                                               | Hammerbrook Spaldingstraße 160 / Georgsburg                                               | 2007, Gedenktafel für die in diesem Bürokomplex untergebrachten etwa 2.000 Zwangsarbeiter, die zu Aufräumarbeiten im zerstörten Hammerbrook herangezogen wurden. (Stätten der Verfolgung und des Widerstandes) | Zwangsarbeit KZ-Haft                                                               |           |
| Helmuth-Hübener-Ausstellung                                                                     | Hammerbrook Normannenweg 26 / Fachhochschule Verwaltung                                   | 2009, Ausstellung zum Gedenken des Verwaltungslehrling Helmuth Hübener. Die Gedenkausstellung befand sich ursprünglich seit 1992 in der Fachhochschule Schwenckestraße und wurde nach deren Umzug im neuen Gebäude wiedereröffnet. (Wegweiser zu den Gedenkstätten, Nr. 45) | Widerstand Ausstellungen                                                           |           |
| KZ-Außenlager Veddel – Dessauer Ufer                                                            | Kleiner Grasbrook Dessauer Straße / Speichergebäude G                                     | 1988, Gedenktafel am Speichergebäude G am Dessauer Ufer des Saalehafens zur Erinnerung an die Frauen und Männer, die in diesem Gebäude untergebracht waren, während sie im Hafen zur Zwangsarbeit herangezogen wurden. Seit 1988 steht das Gebäude unter Denkmalschutz. (Wegweiser zu den Gedenkstätten, Nr. 48 / Stätten der Verfolgung und des Widerstandes) | Zwangsarbeit KZ-Haft Außenlager Frauen Außenlager Männer                           |           |
| Mahnmal St. Nikolai                                                                             | Neustadt Willy-Brandt-Straße 60                                                           | 1977, Mahnmal- und Dokumentationszentrum Ehemalige Hauptkirche St. Nikolai, seit 1960 unter Denkmalschutz (Wegweiser zu den Gedenkstätten, Nr. 53) | Gegen Krieg Bombenopfer Ausstellungen                                              |           |
| Treff der Weißen Rose (Agentur des Rauhen Hauses)                                               | Neustadt Jungfernstieg 50                                                                 | 1984, Gedenktafel an der ehemaligen Buchhandlung Agentur des Rauhen Hauses, Jungfernstieg, mit der namentlichen Nennung der ermordeten Mitglieder der Weißen Rose Hamburg (Stätten der Verfolgung und des Widerstandes) | Widerstand Weiße Rose Hamburg                                                      |           |
| Gedenkbuch                                                                                      | Neustadt Holstenwall 24 / Museum für Hamburgische Geschichte                              | 2008, (aufgenommen): Gedenkbuch von 1964, im Auftrag des Hamburger Senats von Studierenden der Hochschule für Bildende Künste gestaltet. Es enthält die Namen von 6012 ermordeten Hamburger Jüdinnen und Juden, die damals bekannt waren. Es ist als Einleitung zu dem Themenbereich Juden in Hamburg des Museum für Hamburgische Geschichte ausgestellt. (Wegweiser zu den Gedenkstätten, Nr. 56 / Orte Jüdischer Geschichte und Jüdischen Lebens in Hamburg, Nr. 24) | Holocaust Jüdinnen und Juden Ausstellungen                                         |           |
| Polizeigefängnis Hütten                                                                         | Neustadt Hütten, Enckeplatz 1 / seit 2009: Helmuth-Hübener-Haus                           | 1985 / 2009, Gedenktafel für die im Zellentrakt dieses Hauses internierten Menschen, die als politische Gegner oder aufgrund der Rassengesetze verfolgt wurden. Für viele war es eine Station auf dem Weg in die Konzentrationslager. Auch der Widerstandskämpfer Helmuth Hübener war in diesem Haus mehrere Monate inhaftiert. (Stätten der Verfolgung und des Widerstandes) | Widerstand Haft                                                                    |           |
| Mahnmal gegen den Krieg                                                                         | Neustadt Grünanlage zwischen Stephansplatz und Bahnhof Dammtor                            | 1985, Gegendenkmal des Künstlers Alfred Hrdlicka zum sogenannten 76er Denkmal, zwei von ursprünglich vier geplanten Plastiken: Hamburger Feuersturm, im Gedenken an die Operation Gomorrha, und Fluchtgruppe Cap Arcona im Gedenken an die Häftlingskatastrophe dem Schiff Cap Arcona. (Wegweiser zu den Gedenkstätten, Nr. 57 / Kunst im öffentlichen Raum) | Gegendenkmale Bombenopfer KZ-Haft Cap Arcona                                       |           |
| Deserteurdenkmal (Hamburg)                                                                      | Zwischen Stephansplatz und Dammtor am Dammtorwall                                         | Denkmal von Volker Lang vom November 2015. Ergänzung zum Kriegsdenkmal von Richard Kuöhl und zum Gegendenkmal von Alfred Hrdlicka | Deserteure                                                                         |           |
| Hier + Jetzt – den Opfern nationalsozialistischer Justiz                                        | Neustadt Sievekingplatz, Grünanlage vor dem Hanseatischen Oberlandesgericht               | 1997, Mahnmal der Künstlerin Gloria Friedmann. (Wegweiser zu den Gedenkstätten, Nr. 59 / Kunst im öffentlichen Raum) | Justiz Homosexuelle Jüdinnen und Juden Zeugen Jehovas Zwangsarbeit Widerstand Haft |           |
| Untersuchungshaftanstalt                                                                        | Neustadt Holstenglacis 3                                                                  | 1986, Gedenktafel: Von 1933 bis 1945 wurden hier tausende Männer und Frauen auf Grund von Sondergesetzen inhaftiert, nach Kriegsbeginn kamen Menschen, die zu Zwangsarbeit verpflichtet waren sowie Männer und Frauen aus den besetzten Staaten Europas, die Widerstand leisteten, hinzu. Fast fünfhundert Todesurteile wurden im Gefängnishof vollstreckt. (Stätten der Verfolgung und des Widerstandes) | Justiz Christen Jüdinnen und Juden Widerstand Haft                                 |           |
| Zentrale Hinrichtungsstätte Norddeutschland                                                     | Neustadt Wallanlagen, Mauer zum Untersuchungsgefängnis / Gefängnishof                     | 1988, drei Gedenktafeln: eine allgemeine für die etwa 500 an diesem Ort hingerichteten Menschen während der NS-Zeit. In der Untersuchungshaftanstalt Hamburg wurde 1938 die Zentrale Hinrichtungsstätte für den norddeutschen Raum eingerichtet. Die zweite Tafel erinnert an die im Untersuchungsgefängnis 1943 hingerichteten Widerstandskämpferinnen der Résistance France Bloch-Sérazin und Suzanne Masson. Die dritte Tafel benennt die 1943 hingerichteten vier Lübecker Geistlichen, die als Lübecker Märtyrer bezeichnet werden. (Stätten der Verfolgung und des Widerstandes) | Justiz Christen Jüdinnen und Juden Widerstand Haft                                 |           |
| Gestapo-Hauptquartier                                                                           | Neustadt Neuer Wall, Stadthausbrücke 8 – 10 (Stadthaus)                                   | 1981, Gedenktafel am Eingang Stadthausbrücke, von 1933 bis 1943 befand sich an diesem Ort das Hauptquartier der Hamburger Gestapo. Zahlreiche Menschen wurden hierher zum Verhör gebracht und gefoltert. nicht aufgelistetes Denkmal | Terror Widerstand                                                                  |           |
| Stigma                                                                                          | Neustadt Neuer Wall, Stadthausbrücke 8 – 10 (Stadthaus)                                   | 2022, das Kunstwerk soll an die Vergangenheit des Ortes als ehemaliger Sitz der Polizei und Gestapo erinnern. | Terror Widerstand                                                                  |           |
| Terrassenhaus – Hamburger Feuersturm                                                            | Rothenburgsort Billhorner Deich, Ecke Marckmannstraße / Im Carl-Stamm-Park                | 2004, das Projekt des Künstlers Volker Lang stellt in verkleinerter Dimension ein Terrassenhaus dar, ein typisches Element der Bebauung des Arbeiterstadtteils vor der Zerstörung im Zweiten Weltkrieg. (Wegweiser zu den Gedenkstätten, Nr. 49) | Bombenopfer                                                                        |           |
| Kinderkrankenhaus Rothenburgsort                                                                | Rothenburgsort Marckmannstraße 129a / Institut für Hygiene und Umwelt                     | 1999, Gedenktafel für die zwischen 1941 und 1945 in diesem Haus ermordeten Kinder, Opfer der nationalsozialistischen Kinder-Euthanasie. (Stätten der Verfolgung und des Widerstandes) | Euthanasie Kinder Krankenhaus                                                      |           |
| Rosengarten für die Kinder vom Bullenhuser Damm                                                 | Rothenburgsort Bullenhuser Damm 92 / hinter dem Schulgebäude und dem Schulhof             | 1985, Gedenkstätte in Erinnerung an die Ermordung von 20 Kindern und ihren Pflegern am 21. April 1945. 1985 legte die Hamburger Künstlerin Lili Fischer einen Rosengarten auf dem Gelände an (Rosengarten für die Kinder vom Bullenhuser Damm). (Wegweiser zu den Gedenkstätten, Nr. 50 / Stätten der Verfolgung und des Widerstandes / Orte Jüdischer Geschichte und Jüdischen Lebens in Hamburg, Nr. 26 / der Rosengarten: Kunst im öffentlichen Raum) | Kinder Jüdinnen und Juden Ausstellungen                                            |           |
| KZ-Außenlager Bullenhuser Damm                                                                  | Rothenburgsort Bullenhuser Damm 92 / Janusz-Korczak-Schule                                | 1979 / 1985, Ausstellung im Keller der ehemaligen Schule im Gedenken an die ermordeten Kinder sowie die in den letzten Kriegstagen hier ermordeten sowjetischen Zwangsarbeiter. 1987 entstand das Wandbild 21. April 1945, 5 Uhr morgens von Jürgen Waller. (Wegweiser zu den Gedenkstätten, Nr. 50 / Stätten der Verfolgung und des Widerstandes / Orte Jüdischer Geschichte und Jüdischen Lebens in Hamburg) | Zwangsarbeit Kriegsgefangene KZ-Haft Außenlager Männer                             |           |
| Sturm der SA und SS auf das Gewerkschaftshaus                                                   | St. Georg Besenbinderhof 60                                                               | 2003, Gedenktafel zur Erinnerung an den Terror gegen Gewerkschafter. Am 2. Mai 1933 stürmten Nationalsozialisten das Hamburger Gewerkschaftshaus und verhafteten führende Gewerkschafter. Es war der Beginn der Verfolgung, der für viele mit dem Tod endete. nicht aufgelistetes Denkmal | Widerstand                                                                         |           |
| Acht ermordete Patienten (Krankenhaus St. Georg)                                                | St. Georg Lohmühlenstraße 5, Allgemeines Krankenhaus St. Georg                            | 1995, Gedenkstein für acht im Sommer 1943 ermordete sowjetischen Patienten. Nachdem während der Bombenangriffe auf Hamburg 72 Zwangsarbeiter geflohen waren, wurden acht von den 20 zurückgebliebenen von der Gestapo zur „Vergeltung“ erschossen. (Wegweiser zu den Gedenkstätten, Nr. 61) | Zwangsarbeit Kriegsgefangene Krankenhaus                                           |           |
| St. Louis                                                                                       | St. Pauli St. Pauli Landungsbrücken, Brücke 3                                             | 1995, Gedenktafel in Erinnerung an die über 900 Passagiere der St. Louis, die 1939 den Nationalsozialisten zu entkommen suchten und nach langer Irrfahrt nach Antwerpen gebracht wurden und von dort nach England, Belgien, Frankreich und den Niederlanden gelangten. Viele von ihnen holte der Einmarsch der deutschen Wehrmacht ein, und hunderte von ihnen starben in den Konzentrationslagern. (Stätten jüdischen Lebens) | Jüdinnen und Juden Holocaust                                                       |           |
| Exodus 1947                                                                                     | St. Pauli St. Pauli Landungsbrücken, Brücke 3                                             | 1995, Gedenktafel in Erinnerung an die Holocaustüberlebenden, die mit dem Schiff Exodus nach Palästina auswandern wollten und im September 1947 gewaltsam nach Hamburg gebracht wurden. (Stätten jüdischen Lebens) | Jüdinnen und Juden                                                                 |           |
| Schule unterm Hakenkreuz                                                                        | St. Pauli Seilerstraße 42 / Hamburger Schulmuseum                                         | 2006, Ausstellung des Schulmuseums in der ehemaligen Realschule Seilerstraße: Schule unterm Hakenkreuz und Neuanfang 1945 (Wegweiser zu den Gedenkstätten, Nr. 62) | Widerstand Weiße Rose Ausstellungen                                                |           |
| Israelitisches Krankenhaus der seligen Frau Betty Heine                                         | St. Pauli Simon-von-Utrecht-Straße 12 / Bezirksamt Hamburg-Mitte, Kundenzentrum St. Pauli | 1990, (aufgenommen): vollständiger Titel: Krankenhaus der Deutsch-Israelitischen Gemeinde, der seligen Frau Betty Heine, geb. Goldschmidt zum Andenken erbaut von ihrem Gatten Salomon Heine, bestand von 1843 bis 1939 an diesem Ort. Es beherbergte im Mittelteil eine Synagoge. (Orte Jüdischer Geschichte und Jüdischen Lebens in Hamburg, Nr. 20 / Stätten jüdischen Lebens) | Synagogen Jüdinnen und Juden Krankenhaus                                           |           |
| FC St. Pauli Gedenkstätte                                                                       | St. Pauli Harald-Stender-Platz / Am Millerntor-Stadion                                    | 2004, Gedenktafel, Erweiterung eines Gedenksteins vor der Südtribüne des Stadions des FC St. Pauli zur Erinnerung an die Gefallenen beider Weltkriege des Sportvereins um den Text: „Zum Gedenken an die Mitglieder und Fans des FC St. Pauli, die während der Jahre 1933 bis 1945 durch die Nazi-Diktatur verfolgt oder ermordet wurden.“ 2008, Gedenktafel im Treppenhaus (wohl ursprünglich) bzw. Gedenktafel auf Stein neben dem Kriegerdenkmal für die verfolgten Mitglieder Otto und Paul Lang. nicht gelistete Denkmale                                                         | allgemein Juden                                                                    |           |
| Israelitische Töchterschule                                                                     | St. Pauli Karolinenstraße 35 / Dr. Alberto Jonas Haus                                     | 1997, die Schule existierte von 1884 bis 1942 und war die letzte Schule in Hamburg, die jüdische Kinder während der NS-Zeit noch besuchen konnten. Der letzte Direktor war Alberto Jonas. Die Schule diente 1941/42 als Sammelstelle für Deportationen. Sie ist seit 1988 als Gedenk- und Bildungsstätte eingerichtet, zudem zeigt sie eine Ausstellung über das jüdische Schulwesen in Hamburg. (Wegweiser zu den Gedenkstätten, Nr. 63 / Orte Jüdischer Geschichte und Jüdischen Lebens in Hamburg, Nr. 21 / Stätten jüdischen Lebens)                                               | Jüdinnen und Juden Ausstellungen                                                   |           |
| Elf Werftarbeiter (Gedenktafel Blohm + Voss)                                                    | Steinwerder Hermann-Blohm-Straße / Blohm + Voss                                           | 1953, Tafel zum ehrenden Gedenken an elf Werftarbeiter, die von den Nationalsozialisten ermordet wurden, davon acht aus der Gruppe Bästlein-Jacob-Abshagen, auf dem Betriebsgelände von Blohm + Voss auf Initiative des Betriebsrats aufgestellt. Über den Verbleib dieser Tafel ist nichts bekannt. nicht gelistetes Denkmal / ehemaliges Denkmal | Widerstand Bästlein-Jacob-Abshagen                                                 |           |
| KZ-Außenlager Stülckenwerft                                                                     | Steinwerder Schanzenweg / Fährkanal                                                       | Gedenktafel in Erinnerung an die Häftlinge des KZ-Außenlagers Stülckenwerft. | Zwangsarbeit KZ-Haft Außenlager Männer                                             |           |
| Werftarbeiter im Widerstand                                                                     | Steinwerder Schanzenweg / Fährkanal                                                       | Zum ehrenden Gedenken an die von den Nazis ermordeten Werftarbeiter von Blohm + Voss und der Stülckenwerft. | Widerstand Bästlein-Jacob-Abshagen                                                 |           |
| Arbeitserziehungslager Langer Morgen                                                            | Wilhelmsburg Hohe Schaar Ewersween / Blumensand                                           | 2000: Gedenktafel in Erinnerung an die Menschen, die in diesem Arbeitserziehungslager eingesessen haben und an die, die hier ermordet wurden. (Stätten der Verfolgung und des Widerstandes) | Zwangsarbeit Widerstand KZ-Haft Außenlager Frauen Außenlager Männer                |           |

### Gedenkstätten im Bezirk Altona
| Name des Denkmals                                            | Stadtteil und Standort                                                                             | Entstehung und Inhalt | Gruppen                                                   | Abbildung |
| ------------------------------------------------------------ | -------------------------------------------------------------------------------------------------- | --- | --------------------------------------------------------- | --------- |
| Black Form – Dedicated to the Missing Jews                   | Altona-Altstadt Platz der Republik                                                                 | 1987, Denkmal des amerikanischen Künstler Sol LeWitt (1928–2007), seit November 1989 vor dem Altonaer Rathaus ausgestellt im Gedenken an die durch die Nationalsozialisten zerstörte jüdische Gemeinde in Altona. (Wegweiser zu den Gedenkstätten, Nr. 1 / Kunst im öffentlichen Raum) | Holocaust Jüdinnen und Juden                              |           |
| Ausweisung polnischer Juden                                  | Altona-Altstadt Museumstraße / Bahnhofsvorplatz                                                    | 1987, Gedenkstein zur Erinnerung an die mehr als 800 Juden aus Altona, die am 28. Oktober 1938 während der sogenannten „Polenaktion“ aus ihren Wohnungen geholt und vom Altonaer Bahnhof nach Polen deportiert wurden. (Wegweiser zu den Gedenkstätten, Nr. 2) | Holocaust Jüdinnen und Juden                              |           |
| Gedenkplatz am Hinrichtungsort nach dem Altonaer Blutsonntag | Altona-Altstadt Max-Brauer-Allee 89 / Amtsgericht Altona                                           | 2005, Gedenktafel in Erinnerung an die im Schauprozess zum Altonaer Blutsonntag verurteilten und am 1. August 1933 im Hof des ehemaligen Altonaer Gerichtsgefängnisses, heute Amtsgericht Altona hingerichteten vier Männer. Die Tafel ist eine Erneuerung einer bereits 1985 angebrachten Mahnung, der vollständige Titel lautet: Unrecht brachte uns den Tod – Lebende erkennt eure Pflicht. (Stätten der Verfolgung und des Widerstandes) | Justiz Widerstand Haft Altonaer Blutsonntag               |           |
| Gegendenkmal zum Krieger-Denkmal des Infanterie-Regiments 31 | Altona-Altstadt Max-Brauer-Allee / Bei der Johanniskirche                                          | 1994 erfolgte Umgestaltung eines Kriegerdenkmals durch die Kirchengemeinde St. Johannis in Zusammenarbeit mit einem studentischen Projekt des Fachbereichs Gestaltung der Fachhochschule Hamburg, Ausführung durch den Altonaer Künstler Rainer Tiedje. (Wegweiser zu den Gedenkstätten, Nr. 3) | Gegendenkmale                                             |           |
| Jüdischer Friedhof Altona                                    | Altona-Altstadt Königstraße 10                                                                     | 2007 Eröffnung des Eduard-Duckesz-Hauses am Eingang als Gedenk-, Veranstaltungs- und Ausstellungshaus, zugleich wurde der Friedhof als Gedenkort der Öffentlichkeit zugänglich gemacht. (Orte Jüdischer Geschichte und Jüdischen Lebens in Hamburg, Nr. 27c / Stätten jüdischen Lebens) | Jüdische Friedhöfe Jüdinnen und Juden                     |           |
| Synagoge der Hochdeutschen Israelitischen Gemeinde Altona    | Altona-Altstadt Kirchenstraße 1 / bis 1943: Kleine Papagoyenstraße 5–9                             | 1985, Gedenktafel, die von 1684 bis 1938 bestehende Synagoge wurde nach den Novemberpogromen verwüstet und musste 1942 von der Gemeinde zwangsverkauft werden, 1943 wurde sie durch Bomben zerstört. (Stätten jüdischen Lebens) | Synagogen Jüdinnen und Juden                              |           |
| Jüdisches Wohlfahrtshaus Altona                              | Altona-Altstadt Kirchenstraße, Ecke Struenseestraße / bis 1943: Grünestraße 5, Gademannstraße 10   | 1985, Gedenkstein in Erinnerung an das ehemalige jüdische Wohlfahrtshaus und die jüdische Gemeindeschwester Recha Ellern. In dem Gebäude befand sich von 1840 bis 1927 das jüdische Waisenhaus, und von 1927 bis 1942 die Wohlfahrtspflege, Kindertagesstätte und ein Alten- und Pflegeheim. (Stätten jüdischen Lebens) | Jüdinnen und Juden                                        |           |
| Altonaer Bekenntnis von 1933                                 | Altona-Altstadt drei Kirchengemeinden                                                              | 1995, Gedenktafeln in Erinnerung an die Verlesung des Wort und Bekenntnis Altonaer Pastoren in der Not und Verwirrung des öffentlichen Lebens am 11. Januar 1933. Die Tafeln sind aufgestellt an der Hauptkirche St. Trinitatis (Altona) Kirchenstraße 40, der Kirche St. Petri (Altona) Schillerstraße und der Osterkirche (Hamburg-Ottensen). (Stätten der Verfolgung und des Widerstandes) | Widerstand Christen Altonaer Blutsonntag                  |           |
| Synagoge Wohlers Allee                                       | Altona-Altstadt Wohlers Allee 62                                                                   | 2003, (aufgenommen): Synagoge des ostjüdischen Vereins Ahawat Thora e. V. von 1928 bis 1938 (Orte Jüdischer Geschichte und Jüdischen Lebens in Hamburg, Nr. 17 / Stätten jüdischen Lebens) | Synagogen Jüdinnen und Juden                              |           |
| Volksheim der Hochdeutschen Israelitengemeinde zu Altona     | Altona-Altstadt Wohlers Allee 58 / 58a                                                             | 2003, (aufgenommen): Gedenktafel im Vorgarten des Gebäudes durch eine private Initiative, erinnert wird an das ehemalige Volksheim, das von 1925 bis 1942 hier bestand, und die Menschen, die hier lebten und wirkten. 1942 musste das Haus zwangsverkauft werden. (Orte Jüdischer Geschichte und Jüdischen Lebens in Hamburg, Nr. 18 / Stätten jüdischen Lebens) | Jüdinnen und Juden                                        |           |
| Zwangsarbeiterlager Moortwiete                               | Bahrenfeld Bei der Paul-Gerhard-Kirche 3, Max-Brauer-Gesamtschule                                  | 2007 erstellte Gedenktafel zur Erinnerung an die beiden Zwangsarbeiterlager, die sich zwischen 1942 und 1945 auf dem Schulgelände befunden haben, initiiert durch eine Projektgruppe von Schülerinnen, in Zusammenarbeit mit dem Stadtteilarchiv Ottensen, der KZ-Gedenkstätte Neuengamme und der Paul-Gerhardt-Gemeinde. (Wegweiser zu den Gedenkstätten, Nr. 4 / Bertini-Preis 2007 für die Schülerinnen und Schüler der Max-Brauer-Gesamtschule) | Zwangsarbeit                                              |           |
| Deserteursdenkmal                                            | Blankenese Mühlenberger Weg 64a / Kirchengemeinde Blankenese                                       | 1992, antimilitaristisches Denkmal der Künstlerin Andrea Peschel, 2005 nach mehrfacher Schändung entfernt. ehemaliges Denkmal | Gegen Krieg Deserteure                                    |           |
| Mahnmal zur Erinnerung an die Deportation                    | Blankenese zwischen Grotiusweg 36 und Garrelsweg (gegenüber der Einmündung der Straße Falkenstein) | 2013 erstellt durch den Künstler Volker Lang zur Erinnerung an die Deportation bzw. den Freitod vor der Deportation von 17 Juden aus dem Haus Steubenweg 36 (heute Grotiusweg 36) in der Zeit zwischen dem 25. Oktober 1941 und dem 19. Juli 1942. | Deportation                                               |           |
| KZ-Außenlager Hamburg-Eidelstedt                             | Lurup Friedrichshulder Weg / Randowstraße                                                          | 1985, Gedenkstein in Erinnerung an das Außenlager Eidelstedt des KZ Neuengamme, das am Friedrichshulder Weg gestanden hatte. Die Verlegung geht auf eine Initiative der Geschwister-Scholl-Gesamtschule in Lurup zurück. (Wegweiser zu den Gedenkstätten, Nr. 7 / Stätten der Verfolgung und des Widerstandes) | Zwangsarbeit Jüdinnen und Juden KZ-Haft Außenlager Frauen |           |
| Den Opfern des Außenlagers Eidelstedt                        | Lurup Kleiberweg 115, Emmaus-Kirchengemeinde                                                       | 1979, Gedenkstein für die Opfer des Nationalsozialismus bei der Emmaus-Kirchengemeinde Hamburg-Lurup. In den 1990er Jahren um eine Bronzetafel des Programms Stätten jüdischen Lebens ergänzt. (Wegweiser zu den Gedenkstätten, Nr. 7 / Stätten jüdischen Lebens) | Zwangsarbeit Jüdinnen und Juden KZ-Haft Außenlager Frauen |           |
| Zwangsarbeiterlager Stellinger Moor                          | Stellingen/Bahrenfeld Lederstraße                                                                  | 2009, Gedenktafel für das zeitweise größte Zwangsarbeiterlager auf Hamburger Gebiet und zur Erinnerung an 324 Menschen, die Anfang August 1943 bei dem benachbarten Winsberg exekutiert wurden. ungelistetes Denkmal | Zwangsarbeit                                              |           |
| Gedenkstein Wilhelm Hagen                                    | Lurup Luruper Hauptstraße 51                                                                       | 1970er, Gedenkstein für den kommunistischen Widerstandskämpfer Wilhelm Hagen. | Widerstand                                                |           |
| Wandbild für die Frauen vom Dessauer Ufer                    | Neumühlen Neumühlen 16 – 20 / Lawaetz-Haus                                                         | 1994 angelegtes Wandbild als Bestandteil der Hamburger FrauenFreiluftGalerie, zur Erinnerung an die im Außenlager des KZ Neuengamme, Speicher G am Dessauer Ufer eingesetzten 1.000 Frauen. (Wegweiser zu den Gedenkstätten, Nr. 9) | Zwangsarbeit Jüdinnen und Juden KZ-Haft Außenlager Frauen |           |
| Jüdischer Friedhof Ottensen                                  | Ottensen Ottenser Hauptstraße, Untergeschoss des Mercado-Einkaufszentrums                          | 1996, Gedenktafeln am Treppenabgang des Einkaufszentrums, zur Information über die Geschichte des jüdischen Friedhofs Ottensen und die Auflistung der Namen von insgesamt 4.500 dort bestatteten Toten. (Wegweiser zu den Gedenkstätten, Nr. 8) | Jüdische Friedhöfe Jüdinnen und Juden                     |           |
| Wandbild für den ehemaligen jüdischen Friedhof in Ottensen   | Ottensen Kleine Rainstraße 21                                                                      | 1997 angefertigtes Wandbild der Altonaer Künstlerin Hildegund Schuster mit Motiven des jüdischen Friedhofs vor der Zerstörung 1939 und des Protests gegen die Überbauung (Wegweiser zu den Gedenkstätten, Nr. 8) | Jüdinnen und Juden                                        |           |
| Familie Levi, Altona                                         | Ottensen Betty-Levi-Passage, Ecke Ottenser Marktplatz                                              | 1999, Gedenktafel des Stadtteilarchivs Ottensen, die Familie Levi steht repräsentativ für die Geschichte der Altonaer Juden. nicht aufgelistetes Denkmal | Jüdinnen und Juden Holocaust                              |           |
| Sammelstelle für Deportationen                               | Sternschanze Schanzenstraße 105                                                                    | 1984, Gedenktafel für die Jüdinnen und Juden, die sich 1941 / 1942 in der damaligen Volksschule Schanzenstraße einfinden mussten und anschließend deportiert wurden. Weitere Sammelstellen für Deportationen waren der Platz an der Moorweidenstraße 36 (heute Platz der jüdischen Deportierten), die Israelitische Töchterschule in der Karolinenstraße 35, die Talmud-Tora-Schule im Grindelhof 30, das Gemeinschaftshaus (Kammerspiele) in der Hartungstraße 9 und das Gemeindehaus bei der Neuen Dammtor Synagoge in der Beneckestraße. (Wegweiser zu den Gedenkstätten, Nr. 62) | Holocaust Jüdinnen und Juden                              |           |
| Deportationen aus dem Schanzenviertel                        | Sternschanze Bahnhofsgebäude                                                                       | 2019, Gedenktafel für die Jüdinnen und Juden, die sich 1942 in der damaligen Volksschule Schanzenstraße einfinden mussten und anschließend deportiert wurden. | Holocaust Jüdinnen und Juden                              |           |

### Gedenkstätten im Bezirk Eimsbüttel
| Name des Denkmals                                              | Stadtteil und Standort                                                                  | Entstehung und Inhalt | Gruppen                                                   | Abbildung |
| -------------------------------------------------------------- | --------------------------------------------------------------------------------------- | --- | --------------------------------------------------------- | --------- |
| Martha Behrend und Gretchen Wohlwill                           | Eimsbüttel Bundesstraße 78 / Emilie-Wüstenfeld-Gymnasium                                | 1990, Gedenkplatte in Erinnerung an die jüdischen Lehrerinnen der damaligen Deutschen Oberschule für Mädchen, heute Emilie-Wüstenfeld-Gymnasium. 1993 wurde zudem in der Schule ein von den Nationalsozialisten übergestrichenes Wandbild von Gretchen Wohlwill freigelegt. (Wegweiser zu den Gedenkstätten, Nr. 17) | Jüdinnen und Juden KZ-Haft Zerstörte Kunstwerke           |           |
| Bücherverbrennung                                              | Eimsbüttel Kaiser-Friedrich-Ufer, Ecke Heymannstraße / Grünanlage am Isebekkanal        | 1985, Mahnmal zur Erinnerung an die Bücherverbrennung, Anlage des Künstlers Wolfgang Finck (Wegweiser zu den Gedenkstätten, Nr. 18) | Zerstörte Kulturwerke                                     |           |
| Galerie Morgenland                                             | Eimsbüttel Sillemstraße 79                                                              | 2009, (aufgenommen): Geschichtswerkstatt, steht exemplarisch für das Engagement der Hamburger Geschichtswerkstätten, die Dokumente, Fotos und Erinnerungen sammeln und stadtteilbezogen die Geschichte des Nationalsozialismus in Hamburg aufarbeiten. (Orte Jüdischer Geschichte und Jüdischen Lebens in Hamburg, Nr. 13) | Einrichtung Ausstellungen Bibliotheken                    |           |
| Synagoge des Tempelverbandes                                   | Harvestehude Oberstraße 120                                                             | 1983: Synagoge des Neuen Israelitischen Tempelvereins von 1931 bis 1938, 1941 zwangsverkauft. Nach dem Krieg wurde hier der Große Sendesaal des Norddeutschen Rundfunks (Rolf-Liebermann-Studio) eingerichtet. 1983 entstand ein bronzenes Denkmal der Bildhauerin Doris Waschk-Balz, die Skulptur steht auf einem steinernen Fundament in den Treppenstufen vor dem Gebäude, in einem Rahmen hängt ein zerrissener Toravorhang, davor eine zerbrochene Torarolle. Das Denkmal symbolisiert das zerstörte jüdische Leben. (Wegweiser zu den Gedenkstätten, Nr. 19 / Orte Jüdischer Geschichte und Jüdischen Lebens in Hamburg, Nr. 5 / Stätten jüdischen Lebens) | Synagogen Jüdinnen und Juden                              |           |
| Synagoge der Portugiesisch-Jüdischen Gemeinde                  | Harvestehude Innocentiastraße 37                                                        | 1985, (aufgenommen): Gebäude, das von der Portugiesischen Gemeinde 1935 angemietet und bis 1939 als Synagoge genutzt wurde. Nachdem 1939 die freie Wohnungswahl für Juden aufgehoben und sogenannte Judenhäuser als Sammelstätten vor der Deportation eingerichtet worden waren, wurde auch das Haus Innocentiastraße zu diesem Zwecke genutzt. (Orte Jüdischer Geschichte und Jüdischen Lebens in Hamburg, Nr. 6 / Stätten jüdischen Lebens) | Synagogen Jüdinnen und Juden Holocaust                    |           |
| St. Nikolai Klosterstern                                       | Harvestehude Klosterstern                                                               | 1960 / 1974: Die 1960 erbaute neue Hauptkirche St. Nikolai am Klosterstern soll im Zusammenhang mit dem Mahnmal St. Nikolai in der Neustadt als ehemalige Kirche verstanden werden. Das Mosaik Ecce Homines von Oskar Kokoschka, in farbiger Ausführung, wurde hier 1974 über dem Altar installiert und steht in Wechselwirkung mit dem gleichen Mosaik in schwarz-weißer Ausführung in der ehemaligen Nikolaikirche. (Wegweiser zu den Gedenkstätten, Nr. 53) | Gegen Krieg Bombenopfer Ausstellungen                     |           |
| Tisch mit 12 Stühlen                                           | Niendorf Kurt-Schill-Weg                                                                | 1987, Mahnmal des Düsseldorfer Künstler Thomas Schütte zum Gedenken an den gegen den Nationalsozialismus geleisteten Widerstand. Elf Rückenlehnen der Stühle sind mit den Namen von Hamburger Widerstandskämpfern versehen: Georg Appel, Clara Bacher und Walter Bacher, Rudolf Klug, Kurt Ledien, Reinhold Meyer, Hanne Mertens, Ernst Mittelbach, Joseph Norden, Margaretha Rothe, Kurt Schill, Paul Thürey und Magda Thürey. Der zwölfte Stuhl ist eine Aufforderung an den Besucher, sich diesem Kreis zuzugesellen und der Toten zu gedenken. (Wegweiser zu den Gedenkstätten, Nr. 15 / Kunst im öffentlichen Raum)                                         | Widerstand Bästlein, Jacob, Abshagen Weiße Rose Hamburg   |           |
| Jüdischer Friedhof am Grindel                                  | Rotherbaum An der Verbindungsbahn / Ecke Rentzelstraße                                  | 1985, Gedenktafel für den Jüdischen Friedhof am Grindel im Gelände Rentzelstraße / Verbindungsbahn / Durchschnitt, von 1838–1937, dann zwangsweise geräumt, zum Teil wurden Gräber und Grabmale zum Jüdischen Friedhof Ilandkoppel überführt. 1942 wurde das Friedhofsgebäude als sogenanntes Judenhaus genutzt. Heute ist das Gelände überbaut. (Stätten jüdischen Lebens) | Jüdische Friedhöfe Jüdinnen und Juden                     |           |
| Platz der jüdischen Deportierten                               | Rotherbaum Grünfläche zwischen Grindelallee, Edmund-Siemers-Allee und Moorweidenstraße  | 1983, Mahnmal, Granitblock des Künstlers Ulrich Rückriem (Wegweiser zu den Gedenkstätten, Nr. 20 / Orte Jüdischer Geschichte und Jüdischen Lebens in Hamburg, Nr. 1 / Kunst im öffentlichen Raum) | Holocaust Jüdinnen und Juden                              |           |
| Neue Dammtorsynagoge                                           | Rotherbaum Grünanlage beim Allendeplatz / Westseite; bis 1943: Beneckestraße 4          | 1995, Stele mit Gedenktafel für die 1895 errichtete Neue Dammtorsynagoge. Diese wurde während der Novemberpogrome zwar beschädigt, konnte aber wieder hergerichtet werden, so dass sie von 1939 bis 1943 die einzig größere Synagoge für die verbliebenen Juden in Hamburg war. 1943 wurde sie beschlagnahmt, im Juli desselben Jahres durch Bomben zerstört. Das Gemeindehaus diente 1941 / 1942 als Sammelstelle für Deportationen. (Wegweiser zu den Gedenkstätten, Nr. 21 / Stätten jüdischen Lebens) | Synagogen Jüdinnen und Juden                              |           |
| Synagogenmonument                                              | Rotherbaum Grindelhof 25, Joseph-Carlebach-Platz                                        | 1988, Bodenmosaik der Künstlerin Margrit Kahl, in Erinnerung an die Bornplatzsynagoge am Joseph-Carlebach-Platz. Es zeichnet den Grundriss und das Deckengewölbe der Synagoge im Originalmaßstab ebenerdig nach. (Wegweiser zu den Gedenkstätten, Nr. 22 / Orte Jüdischer Geschichte und Jüdischen Lebens in Hamburg, Nr. 2 / Stätten jüdischen Lebens / Kunst im öffentlichen Raum) | Synagogen Holocaust Bombenopfer Jüdinnen und Juden        |           |
| Talmud-Tora-Schule                                             | Rotherbaum Grindelhof 30                                                                | 1995 / 2004 Von 1911 bis 1940 Realschule bzw. Oberrealschule, 1940 zwangsverkauft. Die Schule diente 1941 / 1942 als Sammelstelle für Deportationen. 2004 an die jüdische Gemeinde zurückgegeben, seit 2007 mit der Joseph Carlebach-Schule wieder im Lehrbetrieb. (Orte Jüdischer Geschichte und Jüdischen Lebens in Hamburg, Nr. 3 / Stätten jüdischen Lebens) | Jüdinnen und Juden                                        |           |
| Die Stadt brennt                                               | Rotherbaum Allende-Platz 1 / Pferdestall-Gebäude, Universität Hamburg                   | 1985 bis 1988, sechs Wandgemälde des Malers Constantin Hahm im Treppenhaus und in Räumen des Pferdestallgebäudes der Universität Hamburg, zur Geschichte des Ortes. (Wegweiser zu den Gedenkstätten, Nr. 22) | Gegen Krieg Bombenopfer Jüdinnen und Juden                |           |
| Jüdische Kultur am Grindel                                     | Rotherbaum Von-Melle-Park 9 / Department Wirtschaft und Politik der Universität Hamburg | 1995, Wandbild an der Fassade der ehemaligen Hochschule für Wirtschaft und Politik der Künstlerin Cecilia Herrero. (Wegweiser zu den Gedenkstätten, Nr. 23) | Jüdinnen und Juden                                        |           |
| In Memoriam                                                    | Rotherbaum Von-Melle-Park 4 / Audimax                                                   | 1971, Gedenkplatte im Foyer des Audimax der Universität Hamburg, gestaltet von dem Hamburger Künstler Fritz Fleer, im Gedenken die studentischen Mitglieder der Weißen Rose Hamburg. (Wegweiser zu den Gedenkstätten, Nr. 23) | Widerstand Weiße Rose Hamburg                             |           |
| Curiohaus-Prozesse                                             | Rotherbaum Rothenbaumchaussee 11 / Curiohaus                                            | 1990 (etwa): Gedenktafel zur Erinnerung an die in diesem Haus zwischen 1946 und 1949 durchgeführten Prozesse gegen NS-Verbrecher (Stätten der Verfolgung und des Widerstandes) | Justiz                                                    |           |
| Ro 19                                                          | Rotherbaum Rothenbaumchaussee 19                                                        | 2006: Gedenktafel zur Erinnerung an die jüdischen Vorbesitzer des Hauses und den unter Zwang stattgefundenen Verkauf im Jahr 1935. Das Haus steht im Eigentum der GEW. nicht aufgelistetes Denkmal (schwarze Tafel außerhalb des Programms) | Jüdinnen und Juden                                        |           |
| Kammerspiele und Logensaal                                     | Rotherbaum Hartungstraße 9–11 / Hamburger Kammerspiele                                  | 2003 (aufgenommen): Das Gebäude der Hamburger Kammerspiele war von 1904 bis 1937 Logenheim und Gemeinschaftshaus, im Logensaal der Hamburger Kammerspiele hielt die jüdische Freimaurerloge ihre Sitzungen ab, ab 1918 kamen die Kammerspiele hinzu, 1934 bis 1941 auch Sitz des Jüdischen Kulturbunds. Im April 1937 wurde die Loge aufgelöst, die Kammerspiele 1941 geschlossen. Das Haus diente 1941 / 1942 als Sammelstelle für Deportationen. (Orte Jüdischer Geschichte und Jüdischen Lebens in Hamburg, Nr. 4 / Stätten Jüdischen Lebens) | Einrichtungen Jüdinnen und Juden                          |           |
| Forschungsstelle für Zeitgeschichte – Werkstatt der Erinnerung | Rotherbaum Beim Schlump 83                                                              | 1960 gegründete Bildungseinrichtung, die unter anderem die Zeit des Nationalsozialismus in Hamburg und die Lebensgeschichten der verfolgten Bürger erforscht. (Orte Jüdischer Geschichte und Jüdischen Lebens in Hamburg, Nr. 10) | Einrichtung Ausstellungen Bibliotheken                    |           |
| Institut für die Geschichte der deutschen Juden                | Rotherbaum Beim Schlump 83                                                              | 2009, (aufgenommen): 1966 gegründete Bildungseinrichtung, die die Geschichte und Gegenwart der Juden in Deutschland erforscht. (Orte Jüdischer Geschichte und Jüdischen Lebens in Hamburg, Nr. 11) | Einrichtung Jüdinnen und Juden Ausstellungen Bibliotheken |           |
| Altenhaus der Deutsch-Israelitischen Gemeinde                  | Rotherbaum Sedanstraße 23                                                               | 1986, Gedenktafel für das Altenhaus der Deutsch-Israelitischen Gemeinde, das an diesem Ort von 1886 bis 1942 bestand. Im Juli 1942 wurden von hier 90 Menschen in das KZ Auschwitz deportiert. (Stätten jüdischen Lebens) | Jüdinnen und Juden                                        |           |
| Vereinigte Alte und Neue Klaus                                 | Rotherbaum Rutschbahn 11 / Hinterhof                                                    | 1995, (aufgenommen): 1905 als Synagoge mit Lehrsaal von der Deutsch-Israelitischen Gemeinde eingeweiht. 1938 bei den Novemberpogromen verwüstet, anschließend zwangsverkauft. / (Orte Jüdischer Geschichte und Jüdischen Lebens in Hamburg, Nr. 7 / Stätten jüdischen Lebens) | Synagogen Jüdinnen und Juden                              |           |
| Klagemauer für die Kinder vom Bullenhuser Damm                 | Schnelsen-Burgwedel Roman-Zeller-Platz                                                  | 2001, Bronzerelief des russischen Künstlers Leonid Mogilevski, zur Erinnerung an die Kinder, die in der Nacht vom 20. auf den 21. April 1945 im Keller der Schule Bullenhuser Damm ermordet wurden. (Wegweiser zu den Gedenkstätten, Nr. 16 / Bertini-Preis 2000 für Jugendliche der Kirchengemeinde Schnelsen, die sich in diesem Projekt engagiert haben.) | Kinder Jüdinnen und Juden KZ-Haft                         |           |

### Gedenkstätten im Bezirk Hamburg-Nord
| Name des Denkmals                                              | Stadtteil und Standort | Entstehung und Inhalt | Gruppen | Abbildung |
| -------------------------------------------------------------- | --- | --- | --- | --------- |
| Lern- und Gedenkort „Medizinverbrechen im Nationalsozialismus“ | Eppendorf Medizinhistorisches Museum Hamburg / Universitätsklinikum Hamburg-Eppendorf / Martinistraße 52 / 20246 Hamburg (Gebäude N30) | 2017, zwei Räume des Museums, die sich den vor 1933 vorhanden gewesenen ideologischen Grundlagen und Diskursen widmen und welche konkrete Verbrechen benennen nicht gelistete Gedenkstätte | Euthanasie Menschenversuch Zwangssterilisation                                                               |           |
| Den gewaltsam Getöteten 1938–1945                              | Alsterdorf Elisabeth-Flügge-Straße / Evangelische Stiftung Alsterdorf                                                                  | 1984, Gedenkstein für die Euthanasie-Opfer in den Alsterdorfer Anstalten. Ab 1941 wurden 629 körperbehinderte, psychisch kranke, teilweise nur verstörte oder verhaltensauffällige Kinder und Erwachsene aus Alsterdorf deportiert. (Wegweiser zu den Gedenkstätten, Nr. 10) | Euthanasie Krankenhaus                                                                                       |           |
| Stolperschwelle                                                | Alsterdorf Dorothea-Kasten-Straße / Evangelische Stiftung Alsterdorf                                                                   | 2006, Stolperschwelle mit den Zahlen der Deportierten und Ermordeten. Die Stolperstelle ist an der Stelle verlegt, an der die Busse der Euthanasie-Transport abfuhren. (Wegweiser zu den Gedenkstätten, Nr. 10) | Euthanasie Krankenhaus                                                                                       |           |
| 14 Bildtafeln zum Leben von Margaretha Rothe                   | Barmbek-Nord Langenfort 5 / Aula des Margaretha-Rothe-Gymnasiums                                                                       | 2002, Ausstellung, Schulprojekt, mit 14 Bildtafeln wird das Leben von Margaretha Rothe, Mitglieder der Weißen Rose Hamburg, erzählt. (Wegweiser zu den Gedenkstätten, Nr. 24 / Bertini-Preis 2003 für den Grundkurs Bildende Kunst des Margaretha-Rothe-Gymnasiums) | Widerstand Weiße Rose KZ-Haft Ausstellungen                                                                  |           |
| Diese Toten mahnen – Nie wieder Faschismus – Nie wieder Krieg  | Barmbek-Süd Fußgängerinsel Hamburger Straße / Oberaltenallee                                                                           | 1985, Mahnmal für die Bombenopfer in Barmbek, Skulptur der Künstlerin Hildegard Huza (Wegweiser zu den Gedenkstätten, Nr. 25) | Bombenopfer                                                                                                  |           |
| Helmuth Hübener                                                | Barmbek-Süd Hamburger Straße 47 / Behörde für Soziales, Familie, Gesundheit und Verbraucherschutz                                      | 1966, Gedenktafel im Behördenhaus, zur Erinnerung an Helmuth Hübener, der 1942 in Berlin hingerichtet wurde. Er war ab 1941 Verwaltungslehrling der Sozialbehörde. (Wegweiser zu den Gedenkstätten, Nr. 45) | Widerstand Justiz                                                                                            |           |
| Schewes Achim                                                  | Barmbek-Süd Gluckstraße 7–9 | 1988, Gedenktafel für die ehemalige Synagoge Schewes Achim des Deutsch-israelitischen Synagogenverbands, eingeweiht 1920. Das Haus musste 1939 verkauft werden, 1943 wurde es durch Bomben zerstört. nicht aufgelistetes Gedenkmal | Synagogen Jüdinnen und Juden                                                                                 |           |
| Warburg-Haus                                                   | Eppendorf Heilwigstraße 116 | 1993: Gebäude, 1926 von Aby Warburg als Bibliothek eingerichtet. 1933 konnte die Verlagerung nach London organisiert und als Warburg Institute weitergeführt werden. Die Stadt Hamburg erwarb 1993 das Gebäude in der Heilwigstraße. Seitdem unterhält die Aby-Warburg-Stiftung das Warburg-Haus für Veranstaltungen und Forschungsarbeiten. (Orte Jüdischer Geschichte und Jüdischen Lebens in Hamburg, Nr. 14) | Einrichtungen Jüdinnen und Juden Ausstellungen                                                               |           |
| Gedenkstätte Ernst Thälmann                                    | Eppendorf Ernst-Thälmann-Platz, Tarpenbekstraße 66                                                                                     | 1969, Ausstellungs- und Bildungsstätte im ehemaligen Wohnhaus des KPD-Vorsitzenden Ernst Thälmanns, der 1944 im KZ Buchenwald ermordet wurde. In der Ausstellung werden Dokumente zur Geschichte der Arbeiterbewegung und des Widerstands gezeigt, im Mittelpunkt steht das Wirken Ernst Thälmanns. (Wegweiser zu den Gedenkstätten, Nr. 26) | Widerstand Ausstellungen                                                                                     |           |
| Verhörzelle                                                    | Eppendorf Geschwister-Scholl-Straße, Ecke Erikastraße                                                                                  | 1990, Mahnmal des Künstlers Gerd Stange im Gedenken an Hans und Sophie Scholl, und stellvertretend für viele andere Schicksale Walter Möller, Richard Schönfeld und Hermann Sprechels. Installation aus Fundstücken, platziert in einem ausgeschachteten Graben. (Wegweiser zu den Gedenkstätten, Nr. 27 / Kunst im öffentlichen Raum) | Justiz Widerstand Weiße Rose Altonaer Blutsonntag                                                            |           |
| Subbühne                                                       | Eppendorf Tarpenbekstraße 68, Ernst-Thälmann-Platz / Röhrenbunker Tarpenbekstraße                                                      | 1995, Erinnerungsort, in dem ehemaligen Röhrenbunker wurde durch die Künstler Gerd Stange und Michael Batz eine Veranstaltungsbühne installiert, die zugleich an den Schriftsteller Wolfgang Borchert erinnern soll. (Wegweiser zu den Gedenkstätten. Nr. 28 / Kunst im öffentlichen Raum) | Gegen Krieg Bombenopfer                                                                                      |           |
| Rhythmische Babylonische Wasserskulptur                        | Eppendorf Tarpenbekstraße 68, Ernst-Thälmann-Platz / Röhrenbunker Tarpenbekstraße                                                      | 1996, Installation der Künstler Gerd Stange und Michael Batz, im Eingang des Röhrenbunkers als Erweiterung des Projekts Subbühne: das rhythmische Unterbrechen eines versteinerten Dialogs. (Wegweiser zu den Gedenkstätten. Nr. 28 / Kunst im öffentlichen Raum) | Gegen Krieg Bombenopfer                                                                                      |           |
| Sagt nein                                                      | Eppendorf Eppendorfer Marktplatz | 1984, Gedenktafel für Wolfgang Borchert, von Hans-Joachim Frielinghaus aus Bronze gestaltet, es wird die letzte Strophe des Gedichts Dann gibt es nur eins! zitiert. Platziert war die Tafel bei einer Friedenseiche mit dem Text: Gepflanzt in Erinnerung zum glorreichen Frieden von 1871, die den Krieg gegen Frankreich im Jahre 1871 symbolisierte. Der Baum ist inzwischen gefällt. (Wegweiser zu den Gedenkstätten, Nr. 29)                                                                                                   | Gegen Krieg Bombenopfer Gegendenkmal                                                                         |           |
| Mutter mit Kind                                                | Eppendorf Eppendorfer Landstraße / Rosengarten                                                                                         | 1994, Denkmal für Wolfgang Borchert, Bronzeplastik des Bildhauers Ernst A. Nönnecke, beschriftet mit: Sagt nein! Mütter, sagt nein! (Wegweiser zu den Gedenkstätten, Nr. 29) | Gegen Krieg Bombenopfer                                                                                      |           |
| Zwangsarbeiterbaracken Informationszentrum NS-Zwangsarbeit     | Fuhlsbüttel Wilhelm-Raabe-Weg 23 / beim Flughafen Fuhlsbüttel                                                                          | 1997/1998 vor dem Abriss bewahrte letzte Zwangsarbeiterbaracken der Firma Kowahl & Bruns. Seit 2008 unter Denkmalschutz, werden sie von der Willi-Bredel-Gesellschaft erhalten, hier werden in einer Dauerausstellung unter anderem Forschungsergebnisse zu den Zwangsarbeitern in Hamburg präsentiert. (Wegweiser zu den Gedenkstätten, Nr. 12) Die Willi-Bredel-Gesellschaft am Ratsmühlendamm verfügt zudem über ein Archiv/Bibliothek, Veranstaltungen und Publikationen u. a. zum Widerstand, Arbeiterbewegung und Willi Bredel | Zwangsarbeit KZ-Haft Außenlager Männer Ausstellungen                                                         |           |
| Schützengraben – Soldatengrab                                  | Groß Borstel Am Licentiatenberg / Kriegerdenkmal                                                                                       | 1997, Denkmal des Künstlers Gerd Stange gegen Krieg und Militarisierung, es wurde im Jahr 2005 wieder entfernt. (Kunst im öffentlichen Raum) ehemaliges Denkmal | Gegen Krieg Deserteure                                                                                       |           |
| Zwangsarbeit bei den Hanseatischen Kettenwerken                | Langenhorn Seit 2020 an der Langenhorner Chaussee, Weg links neben dem Busbahnhof am U-Bahnhof Ochsenzoll                              | 2008, Gedenkstele zur Erinnerung an die hier eingesetzten Zwangsarbeiter, stand bis 2020 am Essener Bogen (Wegweiser zu den Gedenkstätten, Nr. 13) | Zwangsarbeit KZ-Haft Außenlager Männer                                                                       |           |
| KZ-Außenlager Hamburg-Langenhorn                               | Langenhorn Essener Straße 54 | 1998, Gedenkstein für die Opfer im KZ-Außenlager Langenhorn (Wegweiser zu den Gedenkstätten, Nr. 14 / Stätten der Verfolgung und des Widerstandes) | Zwangsarbeit Jüdinnen und Juden Sinti und Roma KZ-Haft Außenlager Männer                                     |           |
| Kaserne der Waffen-SS                                          | Langenhorn Tangstedter Landstraße 400 / Heidberg                                                                                       | 1995, (etwa): Gedenktafel am monumentalen Eingang der ehemaligen Kaserne der Waffen-SS, heute Fachabteilung Heidberg der Asklepios Klinik Nord (Stätten der Verfolgung und des Widerstandes) | Terror |           |
| Ehrenhain Hamburgischer Widerstandskämpfer                     | Ohlsdorf Friedhof Ohlsdorf Bergstraße, südlich des Haupteingangs                                                                       | 1947 / 1962 Grabstellen und Gedenkstellen, 1968 ergänzt durch eine von dem Hamburger Bildhauer Richard Steffen (1903–1964) geschaffene Bronzeplastik. Bis heute fanden 55 Hamburger Widerstandskämpfer hier ihre letzte Ruhestätte. (Wegweiser zu den Gedenkstätten, Nr. 32) | Widerstand                                                                                                   |           |
| Ehrenfeld der Geschwister-Scholl-Stiftung                      | Ohlsdorf Friedhof im östlichen Teil des Friedhofs, Eingang Bramfelder Chaussee, südlich der Sorbusallee                                | 1961 auf Veranlassung der Sophie-Scholl-Stiftung für überwiegend nach 1945 verstorbene Widerstandskämpfer und NS-Verfolgte (Wegweiser zu den Gedenkstätten, Nr. 32) | Widerstand Friedhöfe                                                                                         |           |
| Erinnerungsspirale                                             | Ohlsdorf Friedhof Cordesallee, beim historischen Wasserturm und Kapelle 10 (Garten der Frauen)                                         | 2001, Erinnerungsspirale, Gedenkort für Opfer und Gegner des NS-Regimes, deren Gräber auf dem Friedhof Ohlsdorf nicht mehr vorhanden sind: Margarete Adam, Bertha Dehn, Martha Golembiewski, Erna Hoffmann, Gertrud Lockmann, Elfriede Lohse-Wächtler, Martha Muchow, Margaretha Rothe und Käthe Tennigkeit. (Wegweiser zu den Gedenkstätten, Nr. 33) | allgemein Euthanasie-Opfer Jüdinnen und Juden Zwangsarbeit Widerstand Friedhöfe                              |           |
| Opfer verschiedener Nationen                                   | Ohlsdorf Friedhof im östlichen Teil des Friedhofs, zwischen Eichenallee, Sorbusallee und Bramfelder Chaussee                           | 1977, Gräberfeld beerdigter KZ-Häftlinge und Zwangsarbeiter, etwa 3500 Opfer aus 28 Nationen, mit einem Gedenkstein in Form eines Pyramidenstumpfes sowie einer Reliefmauer von Herbert Glink (Wegweiser zu den Gedenkstätten, Nr. 34) | Zwangsarbeit Kriegsgefangene KZ-Haft Außenlager Frauen Friedhöfe                                             |           |
| Fahrt über den Styx                                            | Ohlsdorf Friedhof Zwischen Eichen- und Kirschenallee                                                                                   | 1952, Mahnmal für die Opfer des Feuersturms, Skulptur von Gerhard Marcks auf dem Massengrab der Hamburger Bombenopfer (Wegweiser zu den Gedenkstätten, Nr. 35) | Bombenopfer KZ-Haft Friedhöfe                                                                                |           |
| Mahnmal für die Opfer nationalsozialistischer Verfolgung       | Ohlsdorf Friedhof Talstraße, gegenüber dem Krematorium                                                                                 | 1945 / 1949, Mahnmal mit einer Stele und einer vor dem Denkmal liegenden Marmorplatte, graviert sind die Namen von 25 Konzentrationslagern. Hervorgegangen aus der bereits 1945 angelegten Erinnerungsstätte des Unbekannten Konzentrationärs. (Wegweiser zu den Gedenkstätten, Nr. 36) | Holocaust Jüdinnen und Juden Widerstand Friedhöfe                                                            |           |
| Mahnmal für die ermordeten Hamburger Juden                     | Ohlsdorf Ilandkoppel / Jüdischer Friedhof                                                                                              | 1951, Gedenkstein, er erinnert mit einer deutschen und einer hebräischen Inschrift an die jüdischen Opfer des Nationalsozialismus. Davor steht eine Urne mit Asche von Toten aus dem KZ Auschwitz. Auf dem Friedhof untergebracht sind Grabsteine und Pforte des Ehemaligen Friedhofs Neuer Steinweg, überführte Gräber vom ehemaligen Friedhof am Grindel. (Wegweiser zu den Gedenkstätten, Nr. 37 / Orte Jüdischer Geschichte und Jüdischen Lebens in Hamburg, Nr. 27b)                                                            | Jüdische Friedhöfe Jüdinnen und Juden                                                                        |           |
| Konzentrationslager Fuhlsbüttel                                | Ohlsdorf Suhrenkamp 98 / Torhaus | 1987, die Gedenkstätte Konzentrationslager und Strafanstalten Fuhlsbüttel 1933–1945 ist seit 2003 als Dauerausstellung nach einer ersten Ausstellung von 1987 konzipiert. (Wegweiser zu den Gedenkstätten, Nr. 11 / Stätten der Verfolgung und des Widerstandes) | Terror Homosexuelle Zwangsarbeit Widerstand Justiz KZ-Haft Außenlager Frauen Außenlager Männer Ausstellungen |           |
| Strafanstalten Fuhlsbüttel                                     | Ohlsdorf Am Hasenberge 26 | 1984, Gedenktafel am Eingang Hasenberge der Strafanstalten Fuhlsbüttel. (Stätten der Verfolgung und des Widerstandes) | Terror Haft                                                                                                  |           |
| Generation ohne Abschied                                       | Uhlenhorst Schwanenwik / Literaturhaus                                                                                                 | 2000, (etwa): Denkmal für Wolfgang Borchert nicht gelistetes Denkmal | allgemein |           |
| Friedrich Adler                                                | Uhlenhorst Lerchenfeld / Hochschule für Bildende Künste                                                                                | 1995, (etwa): Gedenktafel für Friedrich Adler, der von 1907 bis 1933 an dieser Schule lehrte und 1942 in Auschwitz ermordet wurde. nicht gelistetes Denkmal | Jüdinnen und Juden                                                                                           |           |
| Denk-Mal Güterwagen                                            | Winterhude / Jarrestadt Meerweinstraße 28 / Stadtteilschule Winterhude, vormals: Reformschule Meerweinstraße                           | 1996, Figurengruppe der Künstler Christine Schell und POM vor einem Güterwagen auf dem Schulgelände, in Erinnerung an die Lehrerinnen Hertha Feiner-Aßmus und Julia Cohn, die deportiert und ermordet wurden. (Wegweiser zu den Gedenkstätten, Nr. 30) | Holocaust Jüdinnen und Juden                                                                                 |           |
| Wasserspeier                                                   | Winterhude Stadtpark, am Planschbecken                                                                                                 | 1994, Replik einer Skulptur des Künstlers Richard Haizmann, das Original stand bis 1937 in der Humboldtstraße in Barmbek, es wurde demontiert und in der Ausstellung Entartete Kunst diffamiert, anschließend vernichtet (Wegweiser zu den Gedenkstätten, Nr. 31) | zerstörte Kunstwerke                                                                                         |           |

### Gedenkstätten im Bezirk Wandsbek
| Name des Denkmals                   | Stadtteil und Standort                                            | Entstehung und Inhalt | Gruppen                                                                      | Abbildung |
| ----------------------------------- | ----------------------------------------------------------------- | --- | ---------------------------------------------------------------------------- | --------- |
| Den Opfern des Außenlagers Sasel    | Bergstedt Wohldorfer Damm 8 / Kirchhof der Bergstedter Kirche     | 1990, Denkmal bei der Bergstedter Kirche, zwei Stelen aus Elbsandstein des Mecklenburger Bildhauers Axel Peters erinnern an 33 Frauen und einen Säugling, die im nahen KZ-Außenlager Hamburg-Sasel umgekommen und an diesem Ort begraben waren. 1957 sind sie zum Ohlsdorfer Friedhof umgebettet worden. (Wegweiser zu den Gedenkstätten, Nr. 38) | Zwangsarbeit KZ-Haft Außenlager Frauen Friedhöfe                             |           |
| Elfriede Lohse-Wächtler Rosengarten | Eilbek Dehnhaide, Friedrichsberger Straße /                       | 2004, Rosengarten im Parkgelände der ehemaligen Staatskrankenanstalt Friedrichsberg zum Gedenken an die Malerin Elfriede Lohse-Wächtler. nicht aufgelistetes Gedenkmal | Euthanasie                                                                   |           |
| Konzentrationslager Wittmoor        | Lemsahl-Mellingstedt Bilenbarg / Am Moor                          | 1986, Gedenkstein zur Erinnerung an das Konzentrationslager Wittmoor, das von März bis Oktober 1933 als Umerziehungslager für Gegner des Nationalsozialismus eingerichtet wurde. Da das Gelände auf der Grenze zu Norderstedt liegt, stellte deren Gemeinde 1987 einen weiteren Gedenkstein am Fuchsmoorweg auf. Im Jahr 2009 setzte der Verein Chaverim eine Gedenkstele an die Segeberger Chaussee (Bundesstraße 432), den tatsächlichen Ort des ehemaligen Lagers. (Wegweiser zu den Gedenkstätten, Nr. 39)               | Widerstand KZ-Haft                                                           |           |
| Andrzej Szablewski                  | Poppenbüttel Poppenbüttler Landstraße 46 / Gut Hohenbuchen        | 2003, Gedenktafel in Erinnerung an den Zwangsarbeiter Andrzej Szablewski, der am 13. März 1943 auf dem Gut Hohenbuchen hingerichtet wurde. Tod eines Zwangsarbeiters nicht aufgelistetes Gedenkmal | Zwangsarbeit Justiz                                                          |           |
| Plattenhaus Poppenbüttel            | Poppenbüttel Kritenbarg 8                                         | 1985, Gedenkstätte und Museum in Erinnerung an die Zwangsarbeiterinnen aus dem KZ-Außenlager Hamburg-Sasel, die an diesem Ort zwischen 1944 und 1945 eine Plattenbausiedlung als Notunterkünfte für ausgebombte Hamburger errichten mussten. Das Museum ist zugleich das letzte Zeugnis aus den Anfängen des Plattenbaus und steht seit 1984 unter Denkmalschutz. (Wegweiser zu den Gedenkstätten, Nr. 40 / Stätten der Verfolgung und des Widerstandes / Orte Jüdischer Geschichte und Jüdischen Lebens in Hamburg, Nr. 28) | Zwangsarbeit Jüdinnen und Juden Kriegsgefangene Sinti und Roma Ausstellungen |           |
| Schießplatz Höltigbaum              | Rahlstedt Neuer Höltigbaum, Ecke Sieker Landstraße                | 2003, Gedenkstätte an dem ehemaligen Exekutionsplatz für die Soldaten, die sich dem weiteren Kriegsdienst für die NS-Gewaltherrschaft verweigerten und dafür verfolgt und getötet wurden. (Wegweiser zu den Gedenkstätten, Nr. 41 / Stätten der Verfolgung und des Widerstandes) | Gegen Krieg Deserteure Justiz                                                |           |
| KZ-Außenlager Sasel                 | Sasel Feldblumenweg, Ecke Petunienweg                             | 1982, Gedenkstein für die Opfer im KZ-Außenlager Hamburg-Sasel, verlegt auf Initiative von Schülern des Gymnasiums Oberalster (Wegweiser zu den Gedenkstätten, Nr. 40 / Stätten der Verfolgung und des Widerstandes) | Zwangsarbeit Jüdinnen und Juden Kriegsgefangene KZ-Haft Außenlager Frauen    |           |
| KZ-Außenlager Hamburg-Wandsbek      | Tonndorf Ahrensburger Straße 162 / An der Rahlau                  | 1988 Gedenktafel zur Erinnerung an das Außenlager Wandsbek des KZ-Neuengamme bei dem Drägerwerk in Tonndorf und die 500 Frauen, die aus dem KZ Ravensbrück kamen und hier zur Arbeit eingesetzt wurden. 2007 wurde an diesem Ort eine Wohnsiedlung neu erbaut, nach einer Auflage des Bezirksamts Wandsbek sollte unter Einbeziehung eines erhaltenen Waschtrogs und Zaunpfählen eine kleine Gedenkanlage eingerichtet werden. (Wegweiser zu den Gedenkstätten, Nr. 51 / Stätten der Verfolgung und des Widerstandes)        | Zwangsarbeit KZ-Haft Außenlager Frauen                                       |           |
| Weiße Rose                          | Volksdorf Weiße-Rose-Platz / Fußgängerzone                        | 1978, Mahnmal des Bildhauers Franz Reckert zur Erinnerung an die ermordeten Mitglieder des Münchener und des Hamburger Widerstandskreises gegen Nationalsozialistisches Unrecht Weiße Rose in Volksdorf (Wegweiser zu den Gedenkstätten, Nr. 42) | Widerstand Weiße Rose Justiz                                                 |           |
| Alter Jüdischer Friedhof Wandsbek   | Wandsbek Königsreihe 63 / Kattunbleiche; bis 1938: Lange Reihe 35 | 2003, (aufgenommen): von 1675 bis 1884 belegt, während der Zeit des Nationalsozialismus mehrfach geschändet, 1942 zwangsverkauft, das Gräberfeld ist teilweise erhalten und wurde 1960 unter Denkmalschutz gestellt. Ein Gedenkstein erinnert an Simon Bamberger (1871–1961), den letzten Rabbiner von Wandsbek. (Wegweiser zu den Gedenkstätten, Nr. 52 / Orte Jüdischer Geschichte und Jüdischen Lebens in Hamburg, Nr. 27a / Stätten jüdischen Lebens)                                                                    | Jüdische Friedhöfe Jüdinnen und Juden                                        |           |
| Synagoge Wandsbek                   | Wandsbek Dotzauer Weg / gegenüber der Königsreihe 43              | 1995, (etwa): Gedenkstein für die Wandsbeker Synagoge im Hinterhof der Königsreihe 43, bis 1938: Lange Reihe 13–16, die hier von 1840 bis 1938 stand. Sie wurde 1938 während des Novemberpogroms verwüstet und musste 1939 verkauft werden. 1943 wurde das Gebäude teilweise kriegszerstört, nach dem Krieg verändert wieder aufgebaut und 1975 endgültig abgerissen. (Wegweiser zu den Gedenkstätten, Nr. 52 / Stätten jüdischen Lebens)                                                                                    | Synagogen Jüdinnen und Juden                                                 |           |

### Gedenkstätten im Bezirk Bergedorf
| Name des Denkmals                                                             | Stadtteil und Standort                                                                              | Entstehung und Inhalt | Gruppen                                                       | Abbildung |
| ----------------------------------------------------------------------------- | --------------------------------------------------------------------------------------------------- | --- | ------------------------------------------------------------- | --------- |
| Illegale Druckerei der Sozialistischen Arbeiterpartei                         | Bergedorf Heysestraße 5                                                                             | 1989, Gedenktafel zur Erinnerung an die illegale Druckerei der Sozialistischen Arbeiterpartei, im Jahr 1933 druckten an diesem Ort die Mitglieder der SAP den Spartakusbrief. (Stätten der Verfolgung und des Widerstandes) | Widerstand                                                    |           |
| Ursula Westphal                                                               | Bergedorf August-Bebel-Straße / Friedhof Bergedorf, Abteilung 14 bei Kapelle 1                      | 2001, Gedenkstein für die Euthanasieopfer auf dem Friedhof Bergedorf und der Grabstelle von Ursula Westphal (1906–1944), die an Unterernährung, Unterkühlung und Medikamentenversuchen starb. (Wegweiser zu den Gedenkstätten, Nr. 64) | Euthanasie Krankenhaus Friedhöfe                              |           |
| Sowjetischer Kriegsgefangenenfriedhof                                         | Bergedorf August-Bebel-Straße / Friedhof Bergedorf,                                                 | 2002, Denkmal des Bildhauers Grigorij Yastrebenetzkiy auf dem Friedhof Bergedorf, im Gedenken an die 651 hier bestatteten sowjetischen Kriegsgefangenen, die zwischen Oktober 1941 und Mai 1942 im KZ Neuengamme an Hunger, infolge einer Flecktyphusepidemie und durch gezielte Mordaktionen der SS umgekommen sind. (Wegweiser zu den Gedenkstätten, Nr. 65) | Zwangsarbeit Kriegsgefangene KZ-Haft Friedhöfe                |           |
| Gedenktafel Bücherverbrennung 1933                                            | Bergedorf Sportplatz am Schulenbrooksweg                                                            | Enthüllung der Gedenktafel am 24. Juni 2010. An dieser Stelle verbrannten am 24. Juni 1933 bei einer Sonnenwendfeier nationalsozialistische Studenten und die Bergedorfer Turnerschaft von 1860 im Rahmen der NS-Aktion Wider den undeutschen Geist 414 Werke verfemter Autoren. | Bücherverbrennung 1933 in Deutschland                         | \|-       |
| Mahnmal für die im Zweiten Weltkrieg in Bergedorf eingesetzten Zwangsarbeiter | Bergedorf Kampdeich am Schleusengraben                                                              | 2012. Enthüllung des Mahnmals des Bergedorfer Künstlers Jan de Weryha am 21. September 2012 im Beisein einer Delegation ehemaliger polnischer Zwangsarbeiter und deren Angehöriger. Zu Beginn der Gedenkveranstaltung kam es zu einem rechtsextremistisch motivierten Pfefferspray-Anschlag auf die polnischen Gäste. Im folgenden Jahr wurde das Mahnmal geschändet. Das Mahnmal ist eine Betonstele mit Sehschlitz und einer davor in den Boden eingelassenen Gedenktafel mit der Inschrift: „Unrecht niemals vergessen! […] Dieses Mahnmal soll daran erinnern, welches Unrecht ihnen [den Zwangsarbeitern] angetan wurde, damit nie wieder geschieht, was damals geschah.“ | Zwangsarbeit                                                  |           |
| Dove Elbe Arbeitskommando                                                     | Curslack / Neuengamme Bahnhof Curslack, Odemannbrücke, Marschbahndamm und weitere Orte              | 2000, fünf Gedenktafeln: am Bahnhof Curslack (Wege in das KZ Neuengamme), an der Dove Elbe am Neuengammer Hausdeich, Nähe Schleusenbrücke und an der Odemannbrücke (Vernichtung durch Arbeit: Im Gedenken an die 1600 Häftlinge, die von 1940 bis 1942 hier arbeiten mussten, um die Dove Elbe schiffbar zu machen und den Kanal zum Klinkerwerk auszuheben) und am Marschbahndamm (1942 mussten KZ-Häftlinge ein Zweiggleis zwischen dem Gelände des KZ Neuengamme und der Marschbahnerrichten, so war sowohl ein reibungsloser Transport von Häftlingen möglich, wie auch der direkte Bahntransport der dort produzierten Güter.) (Stätten der Verfolgung und des Widerstandes / Bertini-Preis 2000 für die Zentralschule Curslack-Neuengamme, die dieses Projekt initiiert hat.) | Zwangsarbeit KZ-Haft                                          |           |
| KZ-Gedenkstätte Neuengamme                                                    | Neuengamme Jean-Dolidier-Weg                                                                        | 2005, Gedenkstätte (Wegweiser zu den Gedenkstätten, Nr. 66 / Stätten der Verfolgung und des Widerstandes / Orte Jüdischer Geschichte und Jüdischen Lebens in Hamburg, Nr. 29) |                                                               |           |
| Internationales Mahnmal                                                       | Neuengamme / KZ-Gedenkstätte Neuengamme Jean-Dolidier-Weg                                           | 1965, Stele mit der Inschrift: Euer Leiden, euer Kampf und euer Tod sollen nicht vergebens sein, umgeben von einer Gedenkanlage mit einer rechtwinklig umlaufenden Ehrenmauer, an der die Namen von 67 Außenlagern genannt wird, Steinplatten mit den Namen der Herkunftsländer der Häftlinge, sowie der Plastik der französischen Bildhauerin und Überlebenden des Holocaust Françoise Salmon: Der sterbende Häftling (Wegweiser zu den Gedenkstätten, Nr. 69) | KZ-Haft Jüdinnen und Juden Zwangsarbeit Widerstand Cap Arcona |           |
| Gedenkhain                                                                    | Neuengamme / KZ-Gedenkstätte Neuengamme Jean-Dolidier-Weg 39, nördlich des Internationalen Mahnmals | 1985, Denkmale für verschiedene Opfergruppen, Gedenksteine und symbolische Grabsteine für einzelne Opfer sowie Gedenkanlagen, die bestimmten Opfergruppen gewidmet sind. Neben weiteren: ein Gedenkstein zur Erinnerung an die homosexuellen Opfer (1985), ein Mahnmal erinnert an die 540 Opfer aus der niederländischen Gemeinde Putten (1988), die Plastik Die Verzweiflung von May Claerhout erinnert an 53 Opfer aus den belgischen Dörfern Meensel-Kiezegem, ebenfalls eine Vergeltungsmaßnahme, und ein 1999 von Jan de Weryha-Wysoczański geschaffenes Mahnmal In Erinnerung an die Deportierten des Warschauer Aufstandes 1944 an mehrere tausend nach Neuengamme deportierte Aufständische. (Wegweiser zu den Gedenkstätten, Nr. 67)                                      | allgemein Homosexuelle Zeugen Jehovas Widerstand KZ-Haft      |           |
| Haus des Gedenkens                                                            | Neuengamme / KZ-Gedenkstätte Neuengamme Jean-Dolidier-Weg 39                                        | 1981 / 1995: Das ehemalige Dokumentenhaus von 1981 wurde durch den Düsseldorfer Künstler Thomas Schütte und dem Hamburger Architekten Paul-Gerhard Scharf 1995 zu einem Gedenkhaus umgestaltet. (Wegweiser zu den Gedenkstätten, Nr. 68 / Kunst im öffentlichen Raum) | KZ-Haft Widerstand Ausstellungen                              |           |
| Rundweg                                                                       | Neuengamme / KZ-Gedenkstätte Neuengamme Jean-Dolidier-Weg 75                                        | 1982, Jugend-Camp: Jugendliche aus zwölf europäischen Ländern legten einen Rundweg an, der das ehemalige KZ-Gelände, rund um die bis 2003 noch für Strafvollzugszwecke genutzten Haftanstalt, für Besucher erschloss. (Wegweiser zu den Gedenkstätten, Nr. 70) | KZ-Haft Widerstand                                            |           |

### Gedenkstätten im Bezirk Harburg
| Name des Denkmals                      | Stadtteil und Standort                                                         | Entstehung und Inhalt | Gruppen                                                   | Abbildung                                          |
| -------------------------------------- | ------------------------------------------------------------------------------ | --- | --------------------------------------------------------- | -------------------------------------------------- |
| Hamburger Sinti und Roma               | Harburg Nöldekestraße 17, Außenwand des Polizeikommissariats 45                | 1986, Gedenktafel: am 16. Mai 1940 wurden in einer Verhaftungswelle 550 Roma und Sinti in Hamburg festgenommen und in diesem Polizeirevier zusammengetrieben. Anschließend brachte man sie zunächst in einen Fruchtschuppen zum Magdeburger Hafen, einige Tage später wurden sie vom Hannoverschen Bahnhof aus deportiert. (Wegweiser zu den Gedenkstätten, Nr. 71) | Sinti und Roma                                            |                                                    |
| Trauerndes Kind                        | Harburg Maretstraße, Ecke Bremer Straße / St. Johanniskirche (Harburg)         | 1988, Gegendenkmal, Bronzeplastik des Harburger Künstler Hendrik-André Schulz neben dem Kriegerdenkmal der Kirche St. Johannis. (Wegweiser zu den Gedenkstätten, Nr. 72) | Gegendenkmale                                             | Trauerndes Kind am Soldatendenkmal, Harburg (2011) |
| Dreifaltigkeitskirche                  | Harburg Neue Straße 44                                                         | 1965 (etwa): kriegszerstörte Kirche, Mahnmal gegen Krieg nicht aufgelistetes Denkmal | Gegen Krieg Bombenopfer                                   |                                                    |
| Harburger Mahnmal gegen den Faschismus | Harburg Harburger Rathausplatz, Ecke Harburger Ring, Hölertwiete               | 1986, Installation einer bleiummantelten Stele von Esther Shalev-Gerz und Jochen Gerz. (Wegweiser zu den Gedenkstätten, Nr. 73 / Kunst im öffentlichen Raum) | allgemein                                                 |                                                    |
| Harburger Synagoge                     | Harburg Eißendorfer Straße / Ecke Knoopstraße                                  | 1988, rekonstruiertes Portal der Synagoge Eißendorferstraße, die ab 1863 bestand. Sie musste 1936 geschlossen werden, wurde 1938 während der Novemberpogrome verwüstet und 1941 abgerissen. (Wegweiser zu den Gedenkstätten, Nr. 74 / Orte Jüdischer Geschichte und Jüdischen Lebens in Hamburg, Nr. 30) | Jüdische Friedhöfe Jüdinnen und Juden                     |                                                    |
| Jüdischer Friedhof Harburg             | Harburg Schwarzenbergstraße                                                    | 1992, liegende Gedenkplatte auf Stein am Eingang des jüdischen Friedhofes auf dem Schwarzenberg. Errichtet von der Bezirksversammlung des Bezirkes Harburg am Jahrestag der Novemberpogrome 1938 in Erinnerung an die damalige Schändung des Friedhofes und das in Brand stecken der Leichenhalle. nicht aufgelistete Gedenkstätte | Jüdische Friedhöfe Jüdinnen und Juden Novemberpogrom      |                                                    |
| KZ-Außenlager Neugraben                | Neugraben Neugrabener Markt 5, Kundenzentrum Süderelbe des Bezirksamts Harburg | 1992, Gedenktafel zur Erinnerung an die Vernichtung durch Arbeit im Außenlager Neugraben des KZ Neuengamme. (Wegweiser zu den Gedenkstätten, Nr. 75 / Stätten der Verfolgung und des Widerstandes) | Zwangsarbeit Jüdinnen und Juden KZ-Haft Außenlager Frauen |                                                    |
| Familie Leipelt                        | Rönneburg Vogteistraße 23                                                      | 1995, (etwa): Gedenktafel am Wohnhaus der Familie Leipelt, die bis 1937 hier gelebt hat: Hans Leipelt, Mitglied der Weißen Rose, am 29. Januar 1945 in München hingerichtet, seine Mutter Katharina Leipelt, am 9. Dezember 1943 im KZ Fuhlsbüttel ermordet, deren Mutter Hermine Baron, am 22. Januar 1943 in Theresienstadt ermordet. Für die Familie Leipelt sind zudem hier Stolpersteine verlegt worden sowie auch an der Adresse Mannesallee 20 im Wilhelmsburger Reiherstiegviertel, ihrem Wohnort ab 1937. (Stätten der Verfolgung und des Widerstandes) | Widerstand Jüdinnen und Juden KZ-Haft Weiße Rose          |                                                    |

## Orte jüdischer Geschichte
In dem erweiterten Erinnerungsprogramm der Stadt Hamburg in Zusammenarbeit mit dem Institut für die Geschichte der deutschen Juden wird über das Gedenken an die Zerstörung der Lebensverhältnisse und der Deportationen der Hamburger Jüdinnen und Juden hinaus, ein weiterer Augenmerk sowohl auf die Geschichte wie die Gegenwart der jüdischen Kultur gerichtet. So enthält die Liste der Orte Jüdischer Geschichte und Jüdischen Lebens in Hamburg über die Gedenkstätten für die Opfer des Nationalsozialismus hinaus Stätten, die nur indirekt den Opfern des Nationalsozialismus gewidmet sind. Diese sind hier im Folgenden aufgezählt.
| Name des Denkmals                          | Stadtteil und Standort                                 | Entstehung und Inhalt | Gruppen                                      | Abbildung |
| ------------------------------------------ | ------------------------------------------------------ | --- | -------------------------------------------- | --------- |
| Tempel Poolstraße                          | Neustadt Poolstraße 12/13, Hofgebäude                  | 2003, (aufgenommen): Synagoge des Neuen Israelitischen Tempelvereins von 1844–1931, bis 1935 Magazin der Gemeinde, 1935 verkauft; bis auf Gebäudereste 1944 durch eine Bombe zerstört. Seit 2003 eingetragenes Denkmal. (Orte Jüdischer Geschichte und Jüdischen Lebens in Hamburg, Nr. 22 / Stätten jüdischen Lebens)                                                                                             | Synagogen Jüdinnen und Juden                 |           |
| Israelitische Freischule                   | Neustadt Zeughausmarkt 32 / Anna-Siemsen-Gewerbeschule | 2003, (aufgenommen): Gebäude, von 1830 bis 1933 Schule für Kinder aus armen Verhältnissen, die kostenlosen Unterricht ermöglichte. Zielsetzung war die Integration jüdischer Kinder in die Hamburger Gesellschaft. Das heute noch stehende Gebäude stammt aus dem Jahr 1915 und steht seit 1982 unter Denkmalschutz (Orte Jüdischer Geschichte und Jüdischen Lebens in Hamburg, Nr. 24 / Stätten jüdischen Lebens) | Jüdinnen und Juden                           |           |
| Benjamin Leja-Stift                        | Altona-Altstadt Thadenstraße 122                       | 2009, (aufgenommen): Gebäudekomplex, die Stiftung wurde durch den 1870 verstorbenen Benjamin Leja gegründet. In zwanzig Freiwohnungen sollten Bedürftige, ohne Unterschied der Konfession, leben können. (Orte Jüdischer Geschichte und Jüdischen Lebens in Hamburg, Nr. 19) | Jüdinnen und Juden                           |           |
| Heine Haus im Heine-Park                   | Ottensen Elbchaussee 31                                | 1975 / 2009 (aufgenommen): ehemaliges Gärtnerhaus und Refugium des jüdischen Bankiers Salomon Heine (1767–1844), seit 1975 wird das Haus vom Verein Heine Haus e. V. als Bildungseinrichtung erhalten, es beherbergt eine Galerie mit Erinnerungsraum und ist eine Außenstelle des Altonaer Museums. (Orte Jüdischer Geschichte und Jüdischen Lebens in Hamburg, Nr. 16)                                           | Jüdinnen und Juden                           |           |
| Synagoge der Jüdischen Gemeinde Hamburg    | Eimsbüttel Hohe Weide 34                               | 2003, (aufgenommen): 1960 neu erbaute Synagoge. Im Herbst 1945 haben die 70 überlebenden Hamburger Juden eine neue Gemeinde gegründet, 1960 konnte die neue Synagoge errichtet werden. Im Jahr 2009 hatte die Gemeinde über 3.000 Mitglieder. (Orte Jüdischer Geschichte und Jüdischen Lebens in Hamburg, Nr. 12 / Stätten jüdischen Lebens)                                                                       | Synagogen Jüdinnen und Juden                 |           |
| Café Leonar und Jüdischer Salon am Grindel | Rotherbaum Grindelhof 59                               | 2009, (aufgenommen), seit 2008 wird mit dem Jüdischen Salon am Grindel und dem Café Leonar vor dem Hintergrund jüdischer Kultur ein Begegnungszentrum etabliert. (Orte Jüdischer Geschichte und Jüdischen Lebens in Hamburg, Nr. 8 und Nr. 9) | Einrichtungen Jüdinnen und Juden             |           |
| Israelitisches Krankenhaus Hamburg         | Groß Borstel Orchideenstieg 14                         | 2009, (aufgenommen): Als eine der ersten Einrichtungen nach dem Krieg konnten die jüdischen Überlebenden 1946 ein unabhängiges Krankenhauskuratorium gründen. 1959 wurde der Grundstein am Orchideenstieg gelegt und das Israelitische Krankenhaus, das 1939 in St. Pauli zwangsaufgelöst wurde, wiederbelebt. (Orte Jüdischer Geschichte und Jüdischen Lebens in Hamburg, Nr. 15)                                 | Einrichtungen Jüdinnen und Juden Krankenhaus |           |

## Liste der genannten Personen
Die folgende Tabelle listet die Menschen auf, die mit den Hamburger Gedenkstätten oder auf den Gedenktafeln benannt und geehrt werden. Die Namen der 20 ermordeten Kinder vom Bullenhuser Damm sind in dem entsprechenden Artikel aufgeführt.
Die hier Genannten sind in der großen Mehrzahl Jüdinnen und Juden, die Opfer des Holocaust wurden, und Widerstandskämpferinnen und -kämpfer, die während der Haft oder durch Hinrichtung zu Tode kamen. Als politischem Kreis wird insbesondere der Weißen Rose Hamburg gedacht, mit einer Bodenplatte im Audimax In Memoriam, dem Mahnmal Weiße Rose in Volksdorf und der Gedenktafel Treff der Weißen Rose am Jungfernstieg. Die Gruppe Bästlein-Jacob-Abshagen und die Sozialistische Arbeiterpartei Bergedorf werden mit jeweils einer Gedenktafel geehrt. Mit der Spalte Gruppe kann die Zugehörigkeit einiger der aufgezählten Personen sortiert werden.
Wenige Persönlichkeiten, denen ein Denkmal gesetzt wurde, hatten den Nationalsozialismus überlebt, einige nur sehr kurz. Fast alle Benannten haben einen Bezug zur Stadt Hamburg. Ausnahmen bilden nur das Denkmal für Dietrich Bonhoeffer und die Münchener Mitglieder der Weißen Rosen.
| Name                           | Lebensdaten | Denkmal | Gruppe                  |
| ------------------------------ | --- | --- | ----------------------- |
| Margarete Adam                 | 13. Juli 1885 – Januar 1946 Dozentin der Hamburger Universität | Erinnerungsspirale |                         |
| Friedrich Adler                | 1878–1942 Künstler, Lehrer an der Hochschule für Bildende Künste, ermordet in Auschwitz | Friedrich Adler Stolperstein Innocentiastraße 37, Harvestehude Stolperstein Lerchenfeld 2, Uhlenhorst (Hochschule für bildende Künste)                                                                                      |                         |
| Georg Appel                    | 20. Dezember 1901 bis 15. Mai 1944 SPD-Mitglied, verurteilt wegen Wehrkraftzersetzung, hingerichtet in St. Nazarine                                                                              | Tisch mit 12 Stühlen |                         |
| Clara Bacher                   | 15. Oktober 1898–1944 Lehrerin der Talmud-Tora-Schule, SPD-Widerstand, deportiert nach Theresienstadt am 19. Juli 1942, ermordet in Auschwitz                                                    | Tisch mit 12 Stühlen Stolperstein Gottschedstraße 4, Winterhude Stolperstein Westphalensweg 7, Hohenfelde |                         |
| Walter Bacher                  | 30. Juni 1893–1944 Lehrer der Talmud-Tora-Schule, SPD-Widerstand, deportiert nach Theresienstadt am 19. Juli 1942, ermordet in Auschwitz                                                         | Tisch mit 12 Stühlen Stolperstein Gottschedstraße 4, Winterhude Stolperstein Westphalensweg 7, Hohenfelde |                         |
| Simon Bamberger                | 1872–1961 Rabbiner der Gemeinde Wandsbek | Jüdischer Friedhof Wandsbek |                         |
| Hermine Baron                  | 1866–1943 ermordet in Theresienstadt, Mutter von Katharina Leipelt | Familie Leipelt Stolperstein Mannesallee 20, Wilhelmsburg |                         |
| Anni Bartels                   | | Illegale Druckerei der Sozialistischen Arbeiterpartei | SAP Bergedorf           |
| Walter Becker                  | | Illegale Druckerei der Sozialistischen Arbeiterpartei | SAP Bergedorf           |
| Martha Behrend                 | 1881–1941 Lehrerin, ermordet in Minsk | Martha Behrend und Gretchen Wohlwill am Emilie-Wüstenfeld-Gymnasium Stolperstein Hochallee 23, Harvestehude |                         |
| France Bloch-Sérazin           | 21. Februar 1913 bis 12. Februar 1943 | Hinrichtungsstätte / Wallanlagen | Résistance              |
| Dietrich Bonhoeffer            | 4. Februar 1906 bis 9. April 1945 ermordet im KZ Flossenbürg | Dietrich Bonhoeffer Denkmal an der St. Petrikirche |                         |
| Wolfgang Borchert              | 20. Mai 1921 bis 20. November 1947 | Subbühne Sagt nein! Mutter mit Kind Generation ohne Abschied |                         |
| Julia Cohn                     | 14. Oktober 1888 bis 6. Dezember 1941 Lehrerin, ermordet bei Riga | Denk-Mal Güterwagen Stolperstein Lattenkamp 82, Winterhude |                         |
| Bertha Dehn                    | 23. November 1883 bis 17. April 1953 Geigerin | Erinnerungsspirale |                         |
| Eduard Duckesz                 | 3. August 1868 bis 6. März 1944 Rabbiner und Historiker, Erforscher der jüdischen Geschichte in Hamburg, ermordet in Auschwitz                                                                   | Jüdischer Friedhof Altona Stolperstein Biernatzkistraße 14, Altona Stolperstein Königstraße 10a, Altona-Altstadt |                         |
| Recha Ellern                   | 1898 – unbekannt Jüdische Gemeindeschwester in Altona, wanderte nach Palästina aus | Jüdisches Wohlfahrtshaus Altona |                         |
| Hertha Feiner-Aßmus            | 8. Mai 1896 – März 1943 Lehrerin, in Auschwitz ermordet | Denk-Mal Güterwagen Stolperstein Stammannstraße 27, Winterhude |                         |
| Friedrich Rudolf Geussenhainer | 24. Mai 1912 – April 1945 Medizinstudent, ermordet im KZ Mauthausen | Treff der Weißen Rose Hamburg Mahnmal Weiße Rose In Memoriam Stolperstein Johnsallee 63, Rotherbaum Stolperstein Edmund-Siemers-Allee 1, Rotherbaum                                                                         | Weiße Rose Hamburg      |
| Martha Golembiewski            | 16. Februar 1900 bis 25. September 1943 Hausangestellte, im KZ Fuhlsbüttel ermordet | Erinnerungsspirale Stolperstein Isestraße 41 |                         |
| Willi Graf                     | 2. Januar 1918 bis 12. Oktober 1943 hingerichtet in München-Stadelheim | Mahnmal Weiße Rose | Weiße Rose              |
| Erna Hoffmann                  | 11. August 1892 bis 27. Oktober 1942 Opfer der Euthanasie | Erinnerungsspirale |                         |
| Kurt Huber                     | 24. Oktober 1893 bis 13. Juli 1943 Professor für Musikwissenschaften und Psychologie an der Universität München                                                                                  | Mahnmal Weiße Rose | Weiße Rose              |
| Helmuth Hübener                | 8. Januar 1925 bis 27. Oktober 1942, hingerichtet in Berlin-Plötzensee | Polizeigefängnis Hütten (Helmuth-Hübener-Haus) Helmuth-Hübener-Gedenktafel in der Sozialbehörde Helmuth-Hübener-Ausstellung in der Fachhochschule Verwaltung Stolperstein Sachsenstraße/Ecke Hammerbrookstraße, Hammerbrook |                         |
| Rudolf Klug                    | 1905 bis 18. März 1944 in Narvik hingerichtet | Tisch mit 12 Stühlen Stolperstein Barmbeker Straße 93, Winterhude Stolperstein Curschmannstraße 39, Hoheluft-Ost |                         |
| Otto und Paul Lang             | Otto 1906 bis 2003, Paul 1908 bis 2003 Brüder jüdischer Herkunft. Seit 1933 im FC St. Pauli – Begründer der Rugby-Abteilung. Otto gelang die Flucht. Paul 1945 zum KZ Theresienstadt deportiert. | Gedenktafel Millerntor-Stadion Gedenkstätte Hannoverscher Bahnhof |                         |
| Elisabeth Lange                | 7. Juli 1900 bis 28. Januar 1944 ermordet im KZ Fuhlsbüttel (Polizeigefängnis) | Treff der Weißen Rose Mahnmal Weiße Rose Stolperstein Hoppenstedtstraße 76, Hamburg-Eißendorf | Weiße Rose Hamburg      |
| Hermann Lange                  | 1912–1943, katholischer Priester | Hinrichtungsstätte / Wallanlagen Stolperstein Holstenglacis 3, Hamburg-Neustadt | Lübecker Märtyrer       |
| Kurt Ledien                    | 5. Juni 1893 bis 23. April 1945 Jurist, im KZ Neuengamme gehenkt | Tisch mit 12 Stühlen Treff der Weißen Rose Mahnmal Weiße Rose Stolperstein Hohenzollernring 34, Altona Stolperstein Sievekingplatz 1, Hamburg-Neustadt                                                                      | Weiße Rose Hamburg      |
| Hans Leipelt                   | 18. Juli 1921 bis 29. Januar 1945 Student, hingerichtet im Gefängnis München-Stadelheim | Treff der Weißen Rose Familie Leipelt Mahnmal Weiße Rose In Memoriam Stolperstein Mannesallee 20, Wilhelmsburg Stolperstein Vogteistraße 23, Rönneburg Stolperstein Edmund-Siemers-Allee 1, Rotherbaum                      | Weiße Rose Hamburg      |
| Katharina Leipelt              | 28. Mai 1893 bis 9. Januar 1944 Chemikerin, Freitod vor der Deportation nach Auschwitz im KZ Fuhlsbüttel (Polizeigefängnis)                                                                      | Treff der Weißen Rose Familie Leipelt Mahnmal Weiße Rose Stolperstein Mannesallee 20, Wilhelmsburg Stolperstein Vogteistraße 23, Rönneburg                                                                                  | Weiße Rose Hamburg      |
| Betty Levi                     | 10. März 1882 – unbekannt deportiert nach Auschwitz am 11. Juli 1942 | Familie Levi, Altona Stolperstein Klopstockstraße 23, Ottensen |                         |
| Gertrud Lockmann               | 29. April 1895 bis 10. September 1962 Buchhalterin | Erinnerungsspirale | Bästlein-Jacob-Abshagen |
| Elfriede Lohse-Wächtler        | 4. September 1899 bis 31. Juli 1940 Malerin, Opfer der Euthanasie | Erinnerungsspirale Rosengarten Friedrichsberg |                         |
| August Lütgens                 | 16. Dezember 1897 bis 1. August 1933 Seemann | Unrecht brachte uns den Tod Gedenktafel Amtsgericht Altona Stolperstein Max-Brauer-Allee 89, Altona-Nord | Altonaer Blutsonntag    |
| Suzanne Masson                 | 10. Juli 1901 bis 1. November 1943 | Hinrichtungsstätte / Wallanlagen | Résistance              |
| Hanne Mertens                  | 13. April 1909 bis 23. April 1945 Schauspielerin am Thalia Theater, im KZ Neuengamme ermordet | Tisch mit 12 Stühlen Stolperstein Sierichstraße 66, Winterhude Stolperstein Alstertor 1, Hamburg-Altstadt (Thalia-Theater)                                                                                                  |                         |
| Ernst Mittelbach               | 31. Dezember 1903 bis 26. Juni 1944 verurteilt wegen Hochverrat, in Hamburg hingerichtet | Tisch mit 12 Stühlen Stolperstein Wellingsbütteler Landstraße 186, Ohlsdorf Stolperstein Brekelbaums Park 10, Borgfelde (Staatliche Gewerbeschule Fertigungs- und Flugzeugtechnik Ernst Mittelbach G15)                     |                         |
| Reinhold Meyer                 | 18. Juli 1920 bis 12. November 1944 Philosophiestudent, umgekommen im KZ Fuhlsbüttel | Tisch mit 12 Stühlen Treff der Weißen Rose Mahnmal Weiße Rose In Memoriam Stolperstein Hallerplatz 15, Rotherbaum Stolperstein Edmund-Siemers-Allee 1, Rotherbaum                                                           | Weiße Rose Hamburg      |
| Walter Möller                  | 28. Januar 1905 bis 1. August 1933 Arbeiter | Unrecht brachte uns den Tod Gedenktafel Amtsgericht Altona Verhörzelle Stolperstein Max-Brauer-Allee 89, Altona-Nord Stolperstein Kegelhofstraße 13, Eppendorf                                                              | Altonaer Blutsonntag    |
| Margarete Mrosek               | 25. Dezember 1902 bis 21. April 1945 im KZ Neuengamme gehenkt | Treff der Weißen Rose Mahnmal Weiße Rose Stolperstein Up de Schanz 24, Nienstedten | Weiße Rose Hamburg      |
| Martha Muchow                  | 25. September 1892 bis 29. September 1933 Psychologin, Lehrerin | Erinnerungsspirale Stolperstein Edmund-Siemers-Allee 1, Rotherbaum Stolperstein Bundesstraße 74, Eimsbüttel |                         |
| Eduard Müller                  | 20. August 1911 bis 10. November 1943, katholischer Priester | Hinrichtungsstätte / Wallanlagen Stolperstein Holstenglacis 3, Hamburg-Neustadt | Lübecker Märtyrer       |
| Joseph Norden                  | 17. Mai 1870 bis 7. Februar 1943 am 15. Juli 1942 nach Theresienstadt deportiert | Tisch mit 12 Stühlen Stolperstein Brahmsallee 8, Harvestehude Stolperstein Kielortallee 13, Eimsbüttel |                         |
| Johannes Prassek               | 13. August 1911 bis 10. November 1943, katholischer Priester | Hinrichtungsstätte / Wallanlagen Stolperstein Holstenglacis 3, Hamburg-Neustadt | Lübecker Märtyrer       |
| Hermann Pritzl                 | | Illegale Druckerei der Sozialistischen Arbeiterpartei | SAP Bergedorf           |
| Michael Pritzl                 | | Illegale Druckerei der Sozialistischen Arbeiterpartei | SAP Bergedorf           |
| Christoph Probst               | 6. November 1919 bis 22. Februar 1943, hingerichtet in München-Stadelheim | Mahnmal Weiße Rose | Weiße Rose              |
| Margaretha Rothe               | 13. Juni 1919 bis 15. April 1945 Medizinstudentin, umgekommen im Frauengefängnis Leipzig-Meusdorf oder im Krankenhaus Leipzig                                                                    | Tisch mit 12 Stühlen Treff der Weißen Rose 14 Bildtafeln Erinnerungsspirale Mahnmal Weiße Rose In Memoriam Stolperstein Heidberg 64, Winterhude Stolperstein Edmund-Siemers-Allee 1, Rotherbaum                             | Weiße Rose Hamburg      |
| Kurt Schill                    | 7. Juli 1911 bis 14. Februar 1944 | Tisch mit 12 Stühlen Stolperstein Bartelsstraße 53, Sternschanze | Bästlein-Jacob-Abshagen |
| Alexander Schmorell            | 16. September 1917 bis 13. Juli 1943, hingerichtet in München-Stadelheim | Mahnmal Weiße Rose | Weiße Rose              |
| Hans Scholl                    | 22. September 1918 bis 22. Februar 1943 | Verhörzelle Mahnmal Weiße Rose | Weiße Rose              |
| Sophie Scholl                  | 9. Mai 1921 bis 22. Februar 1943 | Verhörzelle Mahnmal Weiße Rose | Weiße Rose              |
| Richard Schönfeld              | 4. November 1885 bis 18. Januar 1945 ermordet im KZ Neuengamme | Verhörzelle | Etter-Rose-Hampel       |
| Hermann Sprechels              | ermordet am 26. August 1942 im KZ Dachau | Verhörzelle |                         |
| Karl Friedrich Stellbrink      | 28. Oktober 1894 bis 10. November 1943, evangelisch-lutherischer Pastor | Hinrichtungsstätte / Wallanlagen Stolperstein Holstenglacis 3, Hamburg-Neustadt | Lübecker Märtyrer       |
| Hans Stoll                     | 1912–1940 | Illegale Druckerei der Sozialistischen Arbeiterpartei Stolperstein Heysestraße 5, Bergedorf | SAP Bergedorf           |
| Richard Stoll                  | | Illegale Druckerei der Sozialistischen Arbeiterpartei | SAP Bergedorf           |
| Andrzej Szablewski             | 1914–1943 Zwangsarbeiter, auf dem Gut Hohenbuchen hingerichtet | Andrzej Szablewski |                         |
| Käthe Tennigkeit               | 2. April 1903 bis 20. April 1944 Gymnastiklehrerin | Erinnerungsspirale Stolperstein Moschlauer Kamp 24, Farmsen-Berne | Bästlein-Jacob-Abshagen |
| Bruno Tesch                    | 22. April 1913 bis 1. August 1933 | Unrecht brachte uns den Tod Gedenktafel Amtsgericht Altona Stolperstein Max-Brauer-Allee 89, Altona-Nord | Altonaer Blutsonntag    |
| Ernst Thälmann                 | 16. April 1886 bis 18. August 1944 | Ernst-Thälmann-Gedenkstätte Stolperstein Tarpenbekstraße 66, Eppendorf Stolperstein Rathausmarkt 1, Hamburg-Altstadt |                         |
| Paul Thürey                    | 16. Juli 1903 bis 26. Juni 1944 | Tisch mit 12 Stühlen Stolperstein Emilienstraße 30, Eimsbüttel | Bästlein-Jacob-Abshagen |
| Magda Thürey                   | 4. März 1899 bis 17. Juli 1945 | Tisch mit 12 Stühlen Stolperstein Emilienstraße 30, Eimsbüttel | Bästlein-Jacob-Abshagen |
| Ursula Westphal                | 25. Juni 1906 bis 5. Mai 1944 Euthanasieopfer | Ursula Westphal Gedenkstein, Friedhof Bergedorf Stolperstein Große Theaterstraße 25, Neustadt |                         |
| Gretchen Wohlwill              | 27. November 1878 bis 17. Mai 1962 Malerin, Lehrerin | Martha Behrend und Gretchen Wohlwill am Emilie-Wüstenfeld-Gymnasium |                         |
| Karl Wolff                     | 17. September 1911 bis 1. August 1933 | Unrecht brachte uns den Tod Gedenktafel Amtsgericht Altona Stolperstein Süderstraße 323, Hamm Stolperstein Max-Brauer-Allee 89, Altona-Nord                                                                                 | Altonaer Blutsonntag    |